# Joseph Goebbels
  Joseph Goebbels  (alemany: Paul Joseph Goebbels)  (Rheydt, 29 d'octubre de 1897 - Führerbunker, 1 de maig de 1945) va ser un polític alemany que va ocupar el càrrec de ministre per la Il·lustració Pública i Propaganda del Tercer Reich entre 1933 i 1945. Un dels col·laboradors més propers d'Adolf Hitler, Goebbels era conegut pel seu talent com a orador,  el seu profund antisemitisme i el seu suport a una discriminació racial cada vegada més severa -que, entre altres coses, acabaria donant lloc al genocidi dels jueus en l'anomenat Holocaust.
Va obtenir el seu doctorat en filologia germànica a la Universitat de Heidelberg el 1921, però el seu somni era ser escriptor, cosa que va expressar moltes vegades en el seu diari personal. Es va unir al Partit Nacional Socialista dels Treballadors Alemanys (NSDAP) en 1924 i va treballar per a Gregor Strasser en el capítol nord. Va ser nomenat Gauleiter (cap de districte) de Berlín el 1926, 12 on va començar a interessar-se en la propaganda com a eina de promoció del partit i el seu programa. El 1933, després que els nazis es consolidessin al poder, el seu Ministeri de Propaganda es va apoderar ràpidament de la supervisió dels mitjans de comunicació, les arts i la informació al país. Es va sentir atret pels mitjans de comunicació relativament nous, com la ràdio i el cinema, amb fins propagandístics. Els temes de difusió incloïen antisemitisme, enfrontaments amb congregacions cristianes  i, després de l'inici de la Segona Guerra Mundial, conformació de la moral alemanya.
El 1943 va pressionar a Hitler per introduir mesures destinades a una "guerra total", com el tancament dels negocis "no essencials" per l'esforç de guerra, el reclutament de dones en la força laboral i d'homes en ocupacions prèviament exemptes a la Wehrmacht. El 23 de juliol de 1944, Hitler el va nomenar "plenipotenciari per a la guerra total" (Generalbevollmächtigten für den totalen Kriegseinsatz), de manera que Goebbels va emprendre mesures, majoritàriament infructuoses, per augmentar el nombre de persones disponibles per a la Wehrmacht i la producció d'armaments. Va pronunciar un eloqüent discurs sobre la guerra total al Palau dels Esports de Berlín, just quan els èxits inicials del Tercer Reich durant la Segona Guerra Mundial van donar pas a les successives derrotes que van conduir a la caiguda del règim.
A mesura que la guerra arribava a la seva fi i Alemanya s'enfrontava a la derrota, es va traslladar amb la seva dona Magda i els seus fills a Berlín. El 22 d'abril de 1945 es va mudar al Vorbunker subterrani, part del refugi antiaeri del Führer. Hitler es va suïcidar el 30 d'abril i, d'acord amb el seu testament, Goebbels el va succeir com canceller del Reich (Reichskanzler). A l'endemà, davant la imminent derrota alemanya, es va suïcidar amb la seva dona després d'enverinar els seus sis fills.
Els seus adversaris polítics el van considerar un temut demagog i agitador de masses. Aquesta reputació va començar després de la refundació del NSDAP, quan Goebbels va organitzar disturbis i enfrontaments als carrers contra els comunistes a Berlín. L'ús de discursos vívids i manifestacions públiques violentes va aconseguir augmentar el nombre de seguidors del partit. El seu impacte en la vida cultural va ser considerable, ja que amb el seu ministeri va construir o destruir la carrera artística de molts alemanys. Les persones que van tenir-hi contacte personal van afirmar que era de caràcter antipàtic i irresolut, encara que estava obsessionat per rebre el respecte dels seus col·legues. L'historiador Peter Longerich, autor de Goebbels. Biographie (2010), qüestiona la seva amistat íntima amb Hitler i assegura que es tracta d'una figura sobrevalorada, ja que la seva importància en el si del règim nazi era menor com indicaria el fet que no el tenien en compte en algunes de les grans decisions, i que no era el "gran propagandista" que aparentava. Segons Longerich, Goebbels patia "un trastorn narcisista de la personalitat que li feia buscar addictivament el reconeixement i l'elogi", cosa que explicaria la seva "gairebé absoluta devoció a Hitler, la seva obsessió amb la seva pròpia imatge i el fet que passés una considerable part de temps embrancat en llargues batalles contra els seus competidors en l'entorn de Hitler". Goebbels va ser un dels principals instigadors d'actes antisemites i un dels pocs líders nazis a esmentar públicament el genocidi jueu.

## Infància i joventut

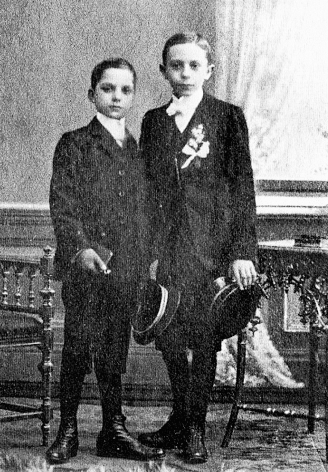
Fotografiat a la seva primera comunió (1910).

Va néixer el 29 d'octubre de 1897 al si d'una família catòlica de Rheydt, una ciutat industrial a sud de Mönchengladbach. Era fill de Friedrich Goebbels, qui havia treballat a la fàbrica de blens Vereinigten Dochtfabriken GmbH i després com a comptador, i Katharina Maria Oldenhausen, d'origen neerlandès i que abans de casar-se havia treballat en una granja. Els avantpassats de Goebbels eren pagesos i van viure en el territori comprès entre Aquisgrà, Colònia i Mönchengladbach; la seva àvia materna (Johanna Maria Gervers) era oriünda de la província neerlandesa de Limburg. Va tenir cinc germans: Konrad (1893-1947), Hans (1895-1949), Maria (1896-1896), Elisabeth (1901-1915) i Maria Katharina (1910-1949); aquesta última es va casar amb el cineasta alemany Max Wilhelm Kimmich el 1938. El 1932, Joseph Goebbels va publicar un fullet del seu arbre genealògic per refutar els rumors que la seva àvia materna tenia arrels jueves.
La seva infància va estar marcada per la tensa situació econòmica de la família. Per tal de millorar els seus ingressos, els membres de la llar van treballar en diferents ocupacions domèstiques. Goebbels va patir de mala salut: va afrontar una llarga lluita contra una inflamació pulmonar i, arran d'una infecció òssia que va patir als quatre anys, el seu peu dret tenia una deformitat: estava corbat cap a dins i era més prim i curt que l'esquerre. Es va sotmetre a una operació per corregir-la abans de començar l'escola primària, però va ser fallida. Portava un aparell ortopèdic de metall i sabates especials perquè la seva cama més curta li provocava coixesa en caminar. A causa d'això, va ser ridiculitzat pels seus adversaris polítics anys després. Goebbels va voler participar com a soldat a la Primera Guerra Mundial, però va ser rebutjat a l'exèrcit causa de la seva discapacitat. Més tard, es presentava a si mateix com un veterà d'aquest conflicte i la seva discapacitat com una ferida de guerra.
Al costat dels seus germans, va estudiar al gimnàs cristià Städtische Oberrealschule mit Reformgymnasium, on va aprovar el seu Abitur -examen d'ingrés a la universitat- al març de 1917. Va aprendre a tocar el piano i va interpretar diversos concerts a la seva escola. Era l'estudiant que més excel·lia de la seva classe i li van concedir l'honor de donar un discurs a la cerimònia de graduació; la seva composició estava carregada de patriotisme. Encara que Goebbels s'havia interessat a cursar teologia catòlica i comptava amb l'auspici d'una institució catòlica, va abandonar aquesta idea després d'un breu internat franciscà a Kerkrade, cosa que va decebre els seus pares; en canvi, va estudiar germanística, història i filologia clàssica a les universitats de Bonn, Würzburg, Friburg, Múnic, Colònia, Francfurt, Berlín i Heidelberg. Va estar becat per la Albertus-Magnus-Verein ("Associació Albert el Gran"), que promovia estudiants catòlics; per recomanació del seu exprofessor, el pare Mollen, el 22 de maig de 1917 Goebbels es va unir a la Verband der Wissenschaftlichen Katholischen Studentenvereine Unitas (WKSt.V.), una federació d'estudiants catòlics amb sucursal a la Universitat de Bonn, on Goebbels va començar els estudis universitaris.
Els historiadors -com Richard J. Evans, Roger Manvell i Gerhard Besier- especulen que la seva obsessió per les dones podria haver estat una manera de compensar la seva discapacitat física i la imatge desagradable que tenia de si mateix. El 1918 va seguir el seu amic i company de pis Karl-Heinz Kölsch a Friburg, on va conèixer a Anka Stalherm, una estudiant de dret tres anys més gran que ell i membre d'una família adinerada; es van enamorar i van decidir traslladar-se a Würzburg per continuar amb els seus estudis. Els pares de Stalherm es van oposar a la relació i, el 1920, després de mudar-se a Múnic, la parella es va separar. La ruptura va omplir Goebbels de pensaments suïcides. Entre 1919 i 1921 va escriure una novel·la semiautobiogràfica, Michael: ein deutsches Schicksal in Tagebuchblättern (que originalment havia titulat com Michael Voormanns Jugendjahre), una obra dividida en tres toms. Segons el biògraf Peter Longerich, Goebbels sentia que amb aquesta novel·la estava escrivint la seva "pròpia història" o, com indica Joachim Fest, el "desig frustrat d'entrar en l'exèrcit". Possiblement, els comentaris antisemites i sobre un líder carismàtic els va afegir el mateix autor poc abans de la publicació del llibre en 1929 per Eher-Verlag, l'editorial del Partit Nacional Socialista dels Treballadors Alemanys (NSDAP).
Goebbels experimentava una crisi d'identitat des del final de la Primera Guerra Mundial. Va començar a distanciar-se del catolicisme i va decidir renunciar a la seva afiliació a la WKSt.V., en la qual havia estat actiu a Bonn, Friburg i Würzburg. En aquesta època, un jove anarquista anomenat Richard Flisges, que Goebbels coneixia des de la infància, va tenir una influència especial sobre ell, ja que el va introduir en les doctrines i els autors del comunisme. Goebbels va començar a llegir a molts escriptors, especialment a Fiódor Dostoievski, Oswald Spengler i Houston Stewart Chamberlain, un alemany d'origen britànic autor de l'obra Els fonaments de segle XIX (1899), que va ser un dels llibres canònics del extrema dreta alemanya. Per suggeriment de Flisges, també va començar a estudiar la "qüestió social" i les obres de Marx, Engels, Luxemburg, Bebel i Noske. Es va interessar en el socialisme quan, el 1919, l'estudiant i activista anticomunista i antisemita Anton von Arc auf Valley va assassinar el ministre president de l'Estat Lliure de Baviera, Kurt Eisner, membre de l'esquerrà USPD. En aquesta època va presenciar i va admirar la violenta reacció nacionalista contra l'intent de revolució comunista a Baviera i una possible "revolució roja a la regió del Ruhr" durant el cop d'Estat de Kapp (Kapp-Putsch). Com a part del seu pensament en aquesta etapa, glorificava els treballadors i volia sentir-s'hi íntimament connectat; el seu rancor era cap als "burgesos", no només els capitalistes, sinó també els petits burgesos. Li agradaven els comunistes pel seu fervor revolucionari i el seu odi a la burgesia i repudiava la socialdemocràcia i el liberalisme. Amb el temps, va concloure que l'orientació internacional del comunisme era divisòria i, com a alternativa, tenia la intenció d'establir un "socialisme nacional".

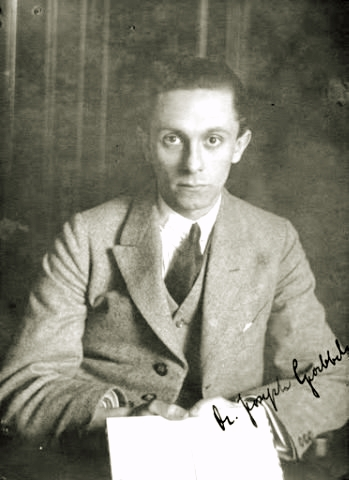
Retrat de la seva graduació a Heidelberg, als 24 anys.

A la Universitat de Heidelberg va escriure la seva tesi doctoral sobre Wilhelm von Schütz, un dramaturg romàntic del segle xix. Tenia pensat treballar en la seva tesi sota la direcció del historiador literari Friedrich Gundolf. Gundolf era d'origen jueu, encara que a Goebbels això no va semblar incomodar-lo; però en aquells moments Gundolf no estava exercint la docència, per la qual cosa li va recomanar el seu professor adjunt, Max von Waldberg, també jueu. . Aquest últim li va recomanar escriure la tesi sobre Schütz, que va titular Wilhelm von Schütz als Dramatiker: ein Beitrag zur Geschichte des Dramas der Romantischen Schule. Després de la presentació de la tesi i passat el seu examen oral, va obtenir el seu doctorat (Dr. phil.) En 1921.
Va tornar a Rheydt amb l'esperança de convertir-se en un escriptor reconegut. Va començar treballant com a tutor privat i com a periodista al diari local, Westdeutsche Landeszeitung. Durant aquest temps, els seus escrits reflectien els seus creixents antisemitisme i desgrat cap a la cultura moderna. L'estiu de 1922 va començar una relació amorosa amb Else Janke, una mestra d'escola  filla de mare jueva i pare cristià. Tot i que els pares van donar suport a Goebbels espiritual i materialment, la relació no es va desenvolupar a causa de moltes discrepàncies. Goebbels va escriure en el seu diari que s'hauria casat amb ella si no fos "mestissa" (Halbblüter) I que "l'encant [de la relació] es va arruïnar" quan Janke li va explicar el seu origen. No obstant això, van continuar reunint-se fins a 1927 quan va ser nomenat Gauleiter a Berlín. Durant els anys següents va tractar d'esdevenir un prolífic autor. Al seu diari, que va començar a redactar el 1923 i va continuar durant la resta de la seva vida, sempre esmentava el seu desig de ser escriptor. Els escassos ingressos de les seves obres literàries el van obligar a acceptar llocs com a corredor de borsa o empleat del Dresdner Bank a Colònia, un treball que detestava. Va ser acomiadat del banc a l'agost de 1923 després de set mesos de treball i va tornar a Rheydt, tot i que durant molt de temps ho va ocultar als seus pares. Goebbels va enviar el seu currículum als diaris Vossische Zeitung i Berliner Tageblatt, però cap dels dos rotatius no el van contractar. Els editors en cap d'aquests diaris eren jueus i van rebutjar aproximadament cinquanta articles de mostra que Goebbels va enviar; possiblement aquesta va ser una de les causes del seu ressentiment cap als jueus, els quals, segons Goebbels, "dominaven la cultura", "no apreciaven" el seu treball i no li permetien "fer el que li agradava".
Segons Longerich, les notes del diari de Goebbels des de finals de 1923 fins a principis de 1924 reflecteixen un home aïllat i preocupat per temes "religiosos i filosòfics" i que no tenia una direcció clara. Les notes de mitjans de desembre de 1923 en endavant indiquen que Goebbels començava a simpatitzar amb el moviment nacionalista völkisch. Ulrich Hover afirma que Goebbels s'enfrontava a una "increïble varietat d'idees", una de les quals semblava oferir una sortida al "caos" d'aquesta època (Chaos der Zeit). No tenia una cosmovisió clara, en la qual pogués trobar "pau i plenitud" i no trobava el "geni poderós" (starke Genie) que li assenyalaria els seus "nous objectius". L'historiador Ralf Georg Reuth indica que la desesperació i angoixa van conduir Goebbels a un odi profund cap a la societat, que suposadament es sotmetia al "materialisme malvat" (seelenlosen Materialismus) i el judaisme.

## Activisme nazi

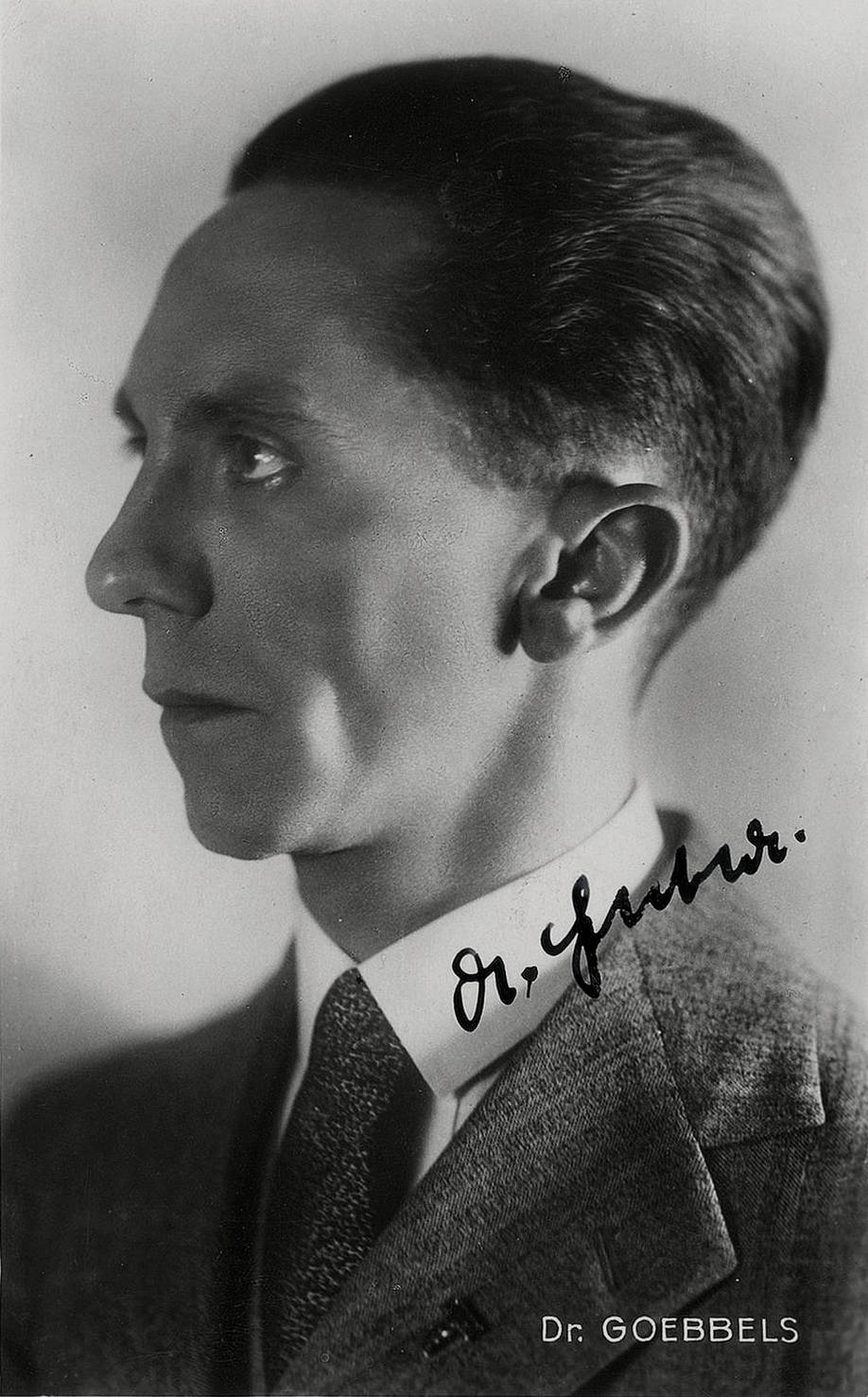
Postal autografiada emesa per la propaganda nazi.

Goebbels es va interessar per Adolf Hitler i el nazisme el 1924; els seus primers contactes amb el NSDAP van ocórrer un any abans durant la campanya de resistència a l'ocupació francesa del Ruhr (Ruhrbesetzung), durant la qual va conèixer a integrants del moviment nazi, llavors prohibit. Al febrer de 1924 es va celebrar el judici contra Hitler, acusat d'alta traïció en el seu intent fallit de prendre el poder a Múnic entre el 8 i 9 de novembre de 1923 -esdeveniment que va arribar a ser conegut com el Putsch de la cerveseria-. El judici va ser mediàtic i va concedir a Hitler una plataforma per difondre el seu discurs nacionalista. Encara que va ser condemnat a cinc anys de presó, es va beneficiar d'una amnistia general per a presoners polítics i el Tribunal Suprem de Baviera va ordenar el seu alliberament el 20 de desembre de 1924, vuit mesos després.
L'agost d'aquest any, Goebbels va assistir al congrés fundacional del Nationalsozialistischen Freiheitsbewegung Großdeutschlands (lit., "Moviment Nacional Socialista d'Alliberament de la Gran Alemanya") a Weimar, en què es van reunir diverses organitzacions del NSDAP que s'havien distanciat després del fracàs del Putsch i la prohibició del partit. Va sentir simpatia pel programa polític, especialment pel carisma del principal orador, Hitler. El 25 de febrer de 1925 Goebbels es va unir al NSDAP i, el 22 de març, es va convertir en l'afiliat número 8762, tot i que després aquest nombre va ser canviat a 22 per decisió de la cúpula del partit.
A finals de 1924 va oferir els seus serveis a Karl Kaufmann, qui era Gauleiter -líder de districte del NSDAP- per al Districte del Rin-Ruhr. Kaufmann el va posar en contacte amb Gregor Strasser, un organitzador del partit en el nord d'Alemanya, qui el va contractar per a treballar en el seu setmanari Völkische Freiheit a Elberfeld i com a secretari per a les oficines regionals del partit. També va col·laborar com a orador i representant del Partit Nazi a Renània-Westfàlia. L'agost de 1925 va participar com a editor del Nationalsozialistischen Briefe, per recomanació de Strasser i amb un salari mensual de 150 marcs. Els membres del capítol nord sota el comandament de Strasser tenien una perspectiva més socialista que el grup de Hitler a Múnic. Strasser no donava suport a molts aspectes de la plataforma ideada per Hitler i, al novembre de 1926, va començar a treballar en una revisió. L'agost de 1925, Goebbels va publicar una carta oberta als seus "amics de l'esquerra" on els instava a la unitat entre socialistes i nazis contra els capitalistes: "Estem lluitant entre nosaltres encara que realment no som enemics", va escriure. Goebbels va poder parlar personalment amb Hitler en una reunió a Braunschweig (6 de novembre). En el seu diari va anotar: "Aquest home ho té tot per ser rei. Nascut del poble. El proper dictador ". Poc després, el 22 de novembre de 1925, Strasser va fundar la Arbeitsgemeinschaft der Nord-und nordwestdeutschen Gaue der NSDAP (lit., "associació laboral dels Gau del nord i nord-oest del NSDAP"; abreujada Arbeitsgemeinschaft Nordwest) i Goebbels va contribuir decisivament en la redacció del seu programa polític, per la qual cosa es va allunyar considerablement de les idees de Hitler.
Hitler va considerar que les accions de Strasser constituïen una amenaça a la seva autoritat i va convocar seixanta Gauleiter i líders del partit, incloent-hi Goebbels, a una conferència especial a Bamberg (14 de febrer de 1926), al Gau de Strasser a Francònia, on va donar un discurs de dues hores repudiant el nou programa polític de Strasser. Hitler es va oposar a les inclinacions socialistes del grup de nord i va afirmar que això significaria la "bolxevització política d'Alemanya ". Va dir que "no hi hauria prínceps, només alemanys", que existiria un règim legal sense un "sistema jueu d'explotació ... [que] saqueja els nostres pobles" i va insistir que el futur estaria garantit per l'adquisició de la terra, no a través de la "expropiació de propietats del antiga noblesa", sinó mitjançant la colonització de territoris a l'est de país. Goebbels es va impressionar per les explicacions de Hitler que el socialisme era una "creació jueva" i que la propietat privada no seria expropiada pel futur govern dels nazis. Encara que Goebbels glorificava La meva lluita, mantenia diferències ideològiques. "Ja no crec plenament a Hitler. Això és el terrible: el meu suport interior s'esvaeix ", va escriure al seu diari. En un míting del partit a Königsberg (19 de febrer), Goebbels va donar un discurs titulat "¿Lenin o Hitler?" (publicat com Lenin oder Hitler?: eine Rede) en què afirmava que el comunisme o marxisme no salvaria a el poble alemany, però creia que a Rússia s'aixecaria un "veritable Estat nacionalista i socialista"".
Wohl eine der größten Enttäuschungen meines Lebens. Ich glaube nicht mehr restlos an Hitler. Das ist das Furchtbare: Mir ist der innere Halt genommen. Ich bin nur noch halb.

Es podria dir que és una de les majors decepcions de la meva vida. Ja no crec plenament en Hitler. Això és el terrible: el meu recolzament intern s'esvaeix. Ara només [em] queda la meitat.

Diari de Goebbels, 14 de febrer de 1926
L'abril de 1926, amb l'esperança de guanyar-se l'oposició, Hitler va organitzar reunions a Múnic amb tres líders del Gau del Gran Ruhr: Kaufmann, Franz Pfeffer von Salomon i Goebbels. Segons el seu diari, Goebbels es va sorprendre quan Hitler va enviar a recollir-los el seu cotxe per reunir-se amb ells al estació de tren. Aquesta tarda, els dos van pronunciar discursos en un acte en una cerveseria. L'endemà, en un sopar a Bürgerbräukeller, Hitler va oferir una reconciliació als tres homes i els va animar a deixar de banda les seves diferències; així mateix, va ratificar Goebbels en el seu càrrec de líder al Gran Ruhr  i el va lloar per la seva "nova visió" sobre la "qüestió social", però va advertir que havia de sospesar el seu suport a Strasser si desitjava algun lideratge en el partit. L'historiador Ian Kershaw va assenyalar que Goebbels es "va rendir completament" davant aquestes paraules i va oferir a Hitler la seva lleialtat absoluta: "L'adoro ... Ha pensat en tot [el que vull]", va escriure al seu diari. "Una ment brillant com aquesta ha de ser la meva líder. M'inclino davant el més gran, el geni polític ". Més tard va afegir: "Adolf Hitler, t'estimo perquè ets gran i senzill al mateix temps. El que algú diria geni". Malgrat aquesta "conversió"", Goebbels va continuar vacil·lant sobre els seus principis anteriors i la seva adaptació ideològica va estar influenciada pels esdeveniments posteriors. Com a resultat de les reunions de Bamberg i Múnic, el nou projecte de programa polític de Strasser va perdre simpatitzants. Així doncs, el Programa Nacional Socialista original de 1920 va quedar inalterable i la posició de Hitler com a líder del partit en va sortir reforçada.

## Propagandista a Berlin

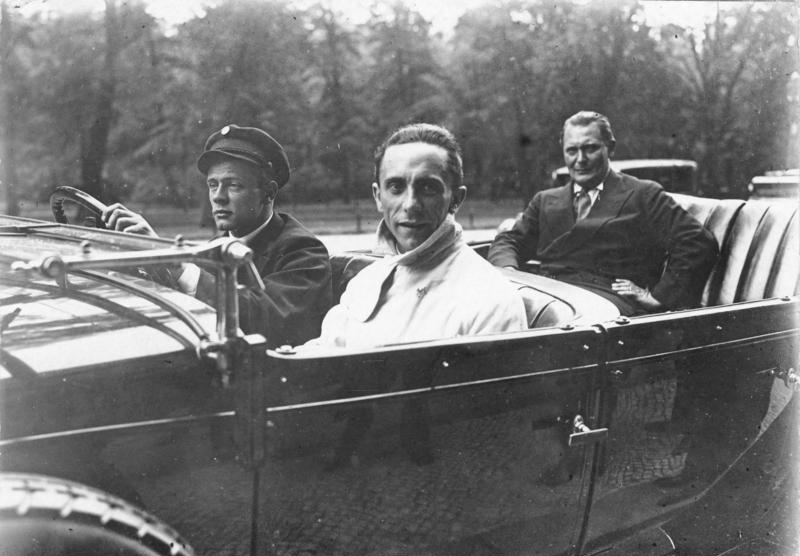
Goebbels (en primer pla) i Hermann Göring a Berlín (1930).

Davant la invitació de Hitler, Goebbels va participar com a orador en les reunions del partit a Múnic i al congrés anual del NSDAP de 1926, celebrat a Weimar. Per l'esdeveniment de l'any següent va estar involucrat en la planificació per primera vegada; al costat de Hitler va organitzar el míting per a la seva filmació. Els elogis pel seu bon treball en aquests esdeveniments van fer que Goebbels adaptés les seves idees polítiques per coincidir amb les de Hitler i que l'admirés i idolatrés molt més.

### Gauleiterde Berlín
A l'agost de 1926 va ser nominat per al lloc de Gauleiter del partit per a la secció de Berlín-Brandenburg. Va viatjar a la capital a mitjans de setembre i a l'octubre va acceptar el càrrec. El pla de Hitler era dividir i dissoldre el grup nord-occidental de Gauleiter on Goebbels havia servit sota les ordres de Strasser. Hitler li va donar una gran autoritat sobre la zona, cosa que li va permetre determinar el rumb de l'organització i el lideratge del Gau. Goebbels va prendre el control de la secció local de les Sturmabteilung (SA) i les Schutzstaffel (SS) i responia únicament davant Hitler. L'afiliació al partit era d'aproximadament 1.000 persones quan Goebbels va arribar, però ell el va reduir a un grup de 600, conservant els membres més actius i prometedors. Per recaptar fons, va instituir quotes d'afiliació i va començar a cobrar l'admissió a les reunions del partit. Conscient del importància de la publicitat tant positiva com negativa, va provocar combats en cerveseries i baralles de carrer, així com atacs violents contra el Partit Comunista d'Alemanya (KPD). Ja al juny havia escrit: "El poder de l'Estat comença al carrer. Qualsevol que pugui conquerir el carrer també pot conquistar l'Estat "; volia fer servir "el terror i la brutalitat" i així "enderrocar l'Estat". Goebbels va adaptar noves tècniques de publicitat comercial a l'esfera política, incloent l'ús de lemes atraients i missatges subliminals. Va tenir noves idees per al disseny de pòsters, com l'ús de lletres grans, tinta vermella i encapçalats críptics que encoratjaven el lector a examinar la lletra petita per trobar-ne el significat.

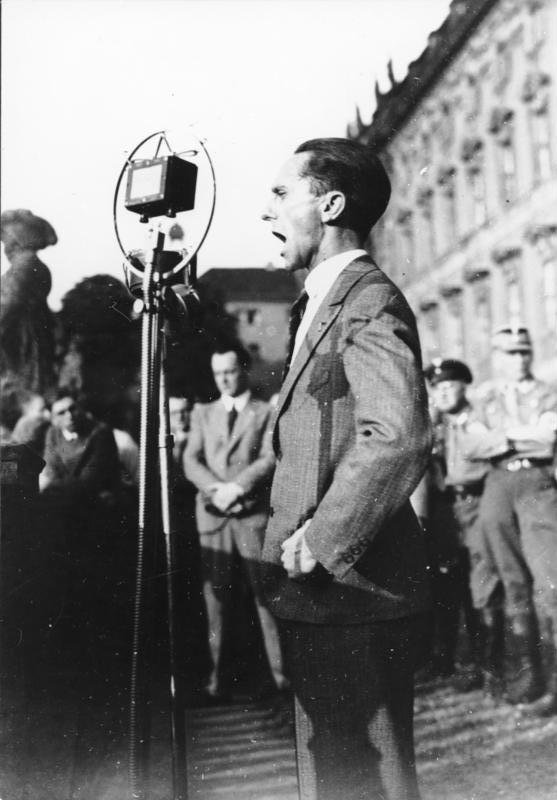
Goebbels en un míting polític celebrat el 1932. Amb aquesta postura, amb els braços als malucs, tenia la intenció de mostrar la seva autoritat al audiència.

Igual que Hitler, practicava les seves habilitats per parlar en públic davant d'un mirall. Les reunions eren precedides per marxes cerimonials i cants i eren decorades amb banderes del partit. La seva entrada, gairebé sempre tard, estava programada per aconseguir el major impacte emocional. En general, els seus discursos eren planejats meticulosament amb antelació i l'ús de gestos i inflexió de la veu es coreografiava i planificava prèviament, però també era capaç d'improvisar i adaptar la seva presentació per obtenir un millor acostament als espectadors. Mentre la declamació de Hitler era ronca i apassionada, la de Goebbels era serena, sarcàstica i, fins i tot, humorística; també era expert en deixar anar insults i insinuacions o desplegar un rampell retòric si l'ocasió ho mereixia. En els seus escrits exigia als seus seguidors un canvi ideològic profund i una disposició de sacrifici per "destruir el poder del capitalisme i el judaisme"; d'aquesta manera, afegia, "acabaria la lluita de classes" i "els alemanys serien lliures". "Berlín necessita sensacions, com els peixos l'aigua. Aquesta ciutat les exigeix i qualsevol propaganda política no aconseguirà el seu objectiu si no aconsegueix entendre-ho", va escriure al seu diari. Goebbels va comprendre que calia atreure l'atenció a qualsevol preu. El 16 de novembre de 1926 va fundar una escola d'oratòria perquè, segons la seva opinió, tant el feixisme com el bolxevisme, s'havien format principalment gràcies a grans oradors. Més tard, Goebbels va declarar que les "idees" eren un requisit previ per a qualsevol propaganda i va considerar que només era necessària una presentació breu i accessible. "Mai trobaràs milions de persones que donaran les seves vides per un llibre. Mai trobaràs milions de persones que donaran les seves vides per un programa econòmic ... però milions de persones algun dia estaran a punt per a morir per l'evangeli", va sentenciar. Els esdeveniments de propaganda organitzats per Goebbels es van centrar en les emocions i els instints dels oients. Al febrer de 1926, la seva posició com Gauleiter estava consolidada.
La tàctica de Goebbels va consistir en l'ús de la provocació per atreure l'atenció cap al NSDAP, amb mítings i manifestacions públiques violentes. El cap de les SA a Berlín, Kurt Daluege, el va animar a expandir aquesta estructura paramilitar, que en aquell moment estava disfressada com un "departament d'esports" del partit. Aviat, aquest grup armat va ser capacitat per a combats en auditoris i carrers, sobretot contra el Roter Frontkämpferbund dels comunistes.Això va portar a la policia de Berlín a prohibir el NSDAP a la ciutat el 5 de maig de 1927, però els incidents violents van continuar; per exemple, es va reportar que hi havia joves nazis atacant jueus a l'atzar pels carrers. Les autoritats van sotmetre Goebbels a una prohibició per parlar en públic fins a finals d'octubre de 1927. Mentre complia la seva pena, va fundar el diari Der Angriff com a instrument de propaganda per a la zona de Berlín i voltants; era un periòdic de to agressiu, amb una presentació moderna i de línia editorial anticomunista i antisemita. La publicació competia dins del NSDAP amb el Völkischer Beobachter a Múnic i el Berliner Arbeiterzeitung, el setmanari dels germans Otto i Gregor Strasser. La circulació del Der Angriff va començar amb 2.000 exemplars; a octubre d'aquest any se'n van vendre 4.500. Entre els temes favorits del periòdic havia les calúmnies al sots-cap de la policia de Berlín, Bernhard Weiß, d'ascendència jueva. Goebbels li va posar com a sobrenom despectiu "Isidor" i el va sotmetre a una campanya implacable de fustigació, al costat de la resta dels jueus, per provocar mesures repressives dels cossos de seguretat que després pogués aprofitar. Va contractar diversos caricaturistes, entre ells Hans Schweitzer, per dibuixar mofes de Weiß i altres polítics de la República de Weimar.
Per segona vegada, Goebbels va tractar d'entrar en el món literari amb la publicació d'una versió revisada del seu llibre Michael i la producció infructuosa de dues de les seves obres de teatre (Der Wanderer i Die Saat); aquest va ser el seu darrer intent per entrar a la dramatúrgia, ja que tots els diaris, excepte Der Angriff, van criticar durament les obres. En aquesta etapa a Berlín va tenir moltes relacions amb dones, incloent la seva antiga xicota Anka Stalherm, que ja estava casada i tenia un nen petit. Goebbels va intentar de fer reviure aquesta relació, però quan va perdre-hi l'interès en va buscar una altra. En aquests anys el preocupava massa que una relació de compromís pogués interferir amb la seva carrera.

### Eleccions federals de 1928
La prohibició sobre el NSDAP va acabar a principis de 1928, just a temps per a les eleccions al Reichstag, celebrades el 20 de maig. El NSDAP va perdre gairebé 100.000 votants i només va obtenir el 2.6% dels vots a nivell nacional. Els resultats a Berlín van ser pitjors, ja que només van aconseguir el 1.4% dels vots. Goebbels va ser un dels dotze membres del NSDAP que va guanyar un escó al Reichstag, la qual cosa li atorgava immunitat enfront d'una llarga llista de càrrecs pendents, incloent una sentència de tres setmanes a la presó que va rebre a l'abril per insultar el sots-cap Weiß. A Der Angriff va burlar-se d'aquesta institució, que va trobar "a punt per a la destrucció":
| « | Wir haben nichts mit dem Parlament zu tun. Wir lehnen és innerlich ab und stehen auch nicht an, dem nach Aussen hin kräftig Ausdruck zu verleihen. […] Ich bin kein Mitglied des Reichstages. Ich bin ein IDI. Ein IdF. Ein Inhaber der Immunität, ein Inhaber der Freifahrtkarte. (Ein IDI) beschimpft des, System 'und empfängt Darfur den Dank der Republik in Gestalt von siebenhundertfünfzig Mark Monatsgehalt. No tenim res a veure amb el Parlament. El rebutgem internament i no estem en un estat de rebel·lió. […] No sóc membre del Reichstag. Sóc un adg. […] Un titular d'immunitat, un agraciat de butlleta gratis. (Un adg) insulta el "sistema" i rep l'agraïment de la República en forma de set-cents cinquanta marcs de salari mensual. | » |

Goebbels es va presentar el 10 de juliol amb una diatriba i va rebre una reprimenda del vicepresident del Reichstag i de retruc la cobertura de premsa que desitjava; si no pdia obtenir-la, però, li importava poc el Parlament, ja que no va ser fins gairebé nou mesos més tard que va prendre-hi la paraula novament. Des de 1930 va ser reelegit per a la circumscripció de Berlín al Reichstag a cada elecció durant els règims de Weimar i nacionalsocialista.
Gregor Strasser, des del seu periòdic Berliner Arbeiterzeitung, va ser un enèrgic crític dels errors de Goebbels en atreure el vot de les ciutats. No obstant això, el partit en conjunt va tenir èxit en les zones rurals, ja que va aconseguir el 18% dels vots en algunes regions. Això es va deure, en part, perquè Hitler havia dit públicament abans del elecció que el Punt 17 del seu programa polític -sobre l'expropiació de terres sense indemnització- seria aplicable als "especuladors jueus" i no als terratinents privats. Després de l'elecció, el partit va reorientar els seus esforços per atreure més vots del sector agrícola. Al maig de 1928, Hitler va considerar nomenar Goebbels director de propaganda del partit, però va tenir dubtes perquè li preocupava que la destitució de Strasser en aquest lloc podria conduir a una divisió del partit. Goebbels es considerava apte per a la posició i va començar a formular idees sobre com la propaganda podria ser utilitzada a les escoles i els mitjans de comunicació.

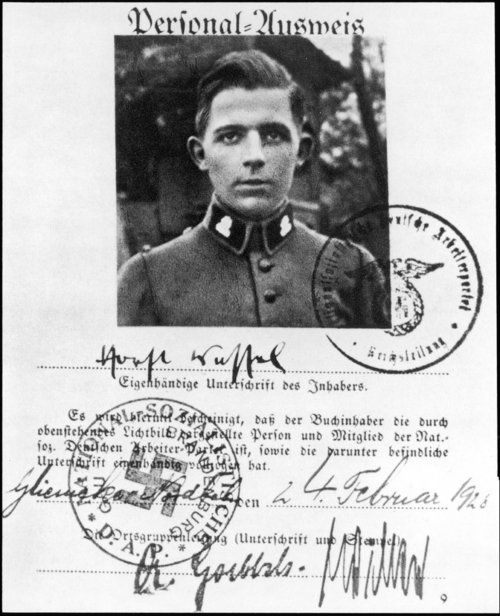
Goebbels va emprar la mort de Horst Wessel en la seva guerra propagandística contra els "degenerats i subhumans comunistes". A la imatge, la targeta de membres de Wessel al NSDAP, signada pel mateix Goebbels.

Des de maig de 1929, els enfrontaments entre comunistes i SA eren cada vegada més freqüents, alimentats per la propaganda de tots dos bàndols. Goebbels va titllar els seus oponents de "estentoris i furiosos subhumans", "animals que escupen verí", que havien de ser "erradicats" i "destruïts". Al setembre va estar a punt de rebre un tret en una baralla de carrer, però la bala va ferir el conductor del seu automòbil. L'any següent, el 14 de gener de 1930, el cap d'una secció de les SA, Horst Wessel, va ser tirotejat per dos membres del KPD, enmig de la violència entre nazis i comunistes, i va morir a l'hospital un mes després. Goebbels el va convertir en màrtir del moviment nazi i va declarar que una marxa composta per Wessel, Die Fahne Hoch, seria l'himne del Partit Nacional Socialista dels Treballadors Alemanys i la va rebatejar com Horst-Wessel-Lied.
Al desembre de 1930, es va estrenar la pel·lícula nord-americana Sense novetat en el front, adaptació la novel·la antibel·licista homònima d'Erich Maria Remarque, a la qual l'extrema dreta es va oposar ferotgement perquè mostrava la inutilitat i horror de la guerra. Goebbels va enviar els seus simpatitzants a boicotejar la projecció i atacar als jueus que assistien a veure-la. En els dies següents, van iniciar manifestacions de protesta que van degenerar en batalles de carrer amb la policia. La pel·lícula va ser finalment prohibida per "posar en perill el prestigi alemany", cosa que Goebbels va percebre com un gran èxit.

### La Gran Depressió
La Gran Depressió va afectar el país i el 1930 es va produir un augment dràstic de la desocupació. Goebbels estava preocupat pels plans dels germans Otto i Gregor Strasser de publicar un diari a Berlín, que competís amb Der Angriff, i necessitava del suport financer de Hitler per evitar-ho, però en aquest moment dubtava de les seves qualitats de lideratge, ja que, al gener de 1930, va assenyalar: "Hitler, com de costum, torna a no prendre una decisió. És com fer broma amb ell. […] El mateix Hitler no funciona prou. Aquest no és el camí a seguir. I no té el valor de prendre decisions. Ja no condueix". Quan Goebbels va estar a Múnic a finals d'aquest mes, Hitler li va prometre la Direcció de Propaganda del NSDAP (Reichspropagandaleitung der NSDAP), de manera que còmodament podria tornar a la capital. No obstant això, al març va sortir a circulació el nou periòdic dels Strasser, el Nationaler Sozialist, que, igual que els seus altres rotatius, difonia el nazisme, nacionalisme, anticapitalisme, reforma social i antioccidentalisme professat pels germans. Goebbels va criticar amb vehemència que l'èxit que els seus diaris havien tingut a Berlín estava sent "empès a la paret" i que els Strasser estaven rivalitzant amb les propostes de Hitler en els articles del Nationaler Sozialist. Ple de rancors, va publicar en una editorial: "Hitler ha trencat la seva paraula quatre vegades només en aquest assumpte. Ja no el crec. […] Com serà quan hagi d'exercir de dictador a Alemanya? ". El conflicte va romandre en paper, ja que Goebbels va seguir actiu en el seu càrrec de Gauleiter i orador en esdeveniments massius.
A finals d'abril de 1930, Hitler va declarar fermament la seva oposició a Gregor Strasser i va nomenar Goebbels director de propaganda del NSDAP. Un dels seus primers actes va ser prohibir l'edició vespertina del Nationaler Sozialist i prendre el control d'altres periòdics nazis de tirada nacional, entre ells el butlletí oficial del partit, el Völkischer Beobachter. El 3 de juliol es va anunciar que Otto Strasser i els seus partidaris abandonaven el NSDAP. Segons Longerich, Goebbels es va sentir alleujat quan va rebre la notícia que la "crisi" amb els Strasser havia acabat i es va alegrar que el seu antic cap havia perdut el seu poder. Der Angriff va canviar la freqüència de tiratge de dues vegades per setmana, al octubre de 1929, a cada dia a la tarda, des de l'1 de novembre. També va augmentar la impressió de 80.000 (març de 1930) a 110.000 exemplars (juliol de 1932), però en aquests anys va tenir problemes de finançament i prohibicions de circulació.
El 27 de març de 1930, el ràpid deteriorament de l'economia va provocar que es dissolgués la coalició de govern elegida el 1928. Es va constituir un nou Gabinet i Paul von Hindenburg va emprar el seu poder presidencial per governar per decret  i va nomenar canceller Heinrich Brüning. Goebbels es va fer càrrec de la campanya nacional del NSDAP per a les eleccions al Reichstag convocades el 14 de setembre de 1930. Es va dur a terme a gran escala, amb milers de reunions i conferències a tota la nació. Els discursos de Hitler es van centrar a culpar la República de Weimar dels problemes econòmics del país - en particular, per la seva adhesió als termes del Tractat de Versalles - i va insistir que les compensacions de guerra havien conduït al desastre del economia alemanya. Va proposar una nova societat basada en la "unitat racial i nacional". L'èxit resultant va sorprendre Hitler i Goebbels: el partit va rebre més de sis milions de vots i va obtenir 107 escons al Reichstag, el que la va convertir en la segona força política després del SPD.

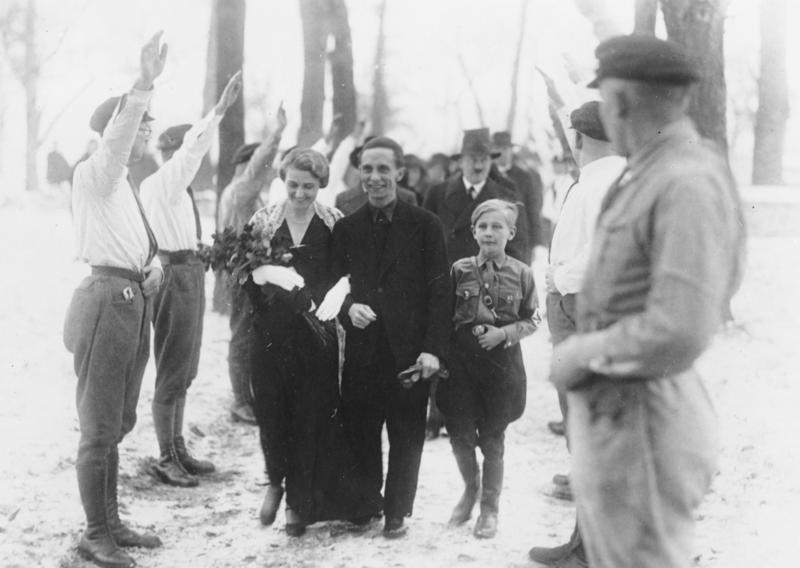
Noces de Goebbels i Magda Ritschel. Al fons, Hitler com a padrí del nuvi (1931).

A finals de 1930, Goebbels va conèixer Magda Ritschel, una divorciada que s'havia unit al NSDAP uns mesos abans. Ritschel va estar casada amb l'industrial Günther Quandt, però es van separar en 1929. Treballava com a voluntària a les oficines del partit a Berlín i ajudava Goebbels en l'organització dels seus documents privats. El seu departament en la Reichskanzlerplatz -que el 1963 seria rebatejada Theodor-Heuss-Platz - es va convertir en punt de reunió favorit de Hitler i altres funcionaris del NSDAP. Goebbels i Ritschel es van casar el 19 de desembre de 1931 i Hitler va ser el padrí del nuvi.
Es van produir greus avalots i disturbis a la nit del Any Nou jueu del 12 de setembre de 1931, quan al Kurfürstendamm grups de joves no uniformats van pegar a transeünts d'aparença jueva. La revolta va ser orquestrada pel líder de la SA de Berlín, Wolf-Heinrich von Helldorff. Vint-i-dos manifestants van ser condemnats a penes de presó i Helldorff va ser multat, tot i que no es va poder provar la incitació a Goebbels, qui tenia autoritat sobre les SA i tenia coneixement de les seves activitats.
Al desembre de 1929, va acusar el president Hindenburg de trair el poble alemany i, al maig de 1930, va haver de comparèixer als tribunals. Va mantenir els seus retrets davant l'ovació de l'auditori. Va ser condemnat a una multa de 800 marcs. Abans de l'apel·lació el 14 d'agost, Hindenburg va dir que Goebbels l'havia volgut insultar personalment i ja no estava interessat en un càstig. Dos dies abans, Goebbels es va presentar davant del tribunal de Hannover per suposadament haver dit que el primer ministre prussià Otto Braun havia estat subornat per un "jueu de Galitzia ". Hi havia organitzar la seva aparició amb una marxa de nacionalsocialistes que el van acompanyar al palau de justícia. Va declarar que no es referia a Braun, sinó al excanceller Gustav Bauer, i va ser absolt. El 29 de setembre de 1930 anava a ser jutjat per sis demandes per difamació. Va demanar repetidament un ajornament, per diferents raons. Finalment, el tribunal va ordenar la compareixença forçosa. Goebbels no es va presentar i, el dia de l'obertura del Reichstag, va escapar de l'arrest a les escalinates de l'edifici perquè estava novament sota la protecció de la immunitat parlamentària. Al febrer de 1931, el Reichstag va canviar les normes de fur i Goebbels va ser forçat a pagar multes per difamacions que havia publicat al Der Angriff en el transcurs del any anterior. El 14 d'abril, va rebre una multa de 1.500 marcs per insultar Weiß. A causa que no hi havia comparegut per al judici a Berlín, que el policia criminal Otto Busdorf -conegut per l'escàndol judicial de Magdeburg- havia presentat contra ell per difamació, va ser arrestat a Múnic i portat a la força davant la justícia a la capital el 29 d'abril. En vuit casos diferents se li va imposar una multa total de 1.500 marcs; l'1 de maig, s'hi van afegir un altres 1.000 marcs; a mitjans d'aquest mes, 500 marcs més i dos mesos de presó. Goebbels es va refugiar en els pagaments a terminis i finalment es va beneficiar d'una amnistia, de manera que tampoc va haver d'anar a la presó. Mesos després, es va burlar de la justícia en el seu periòdic: la va descriure com impotent, ridícula i opressiva, mentre ell era retratat com un màrtir.

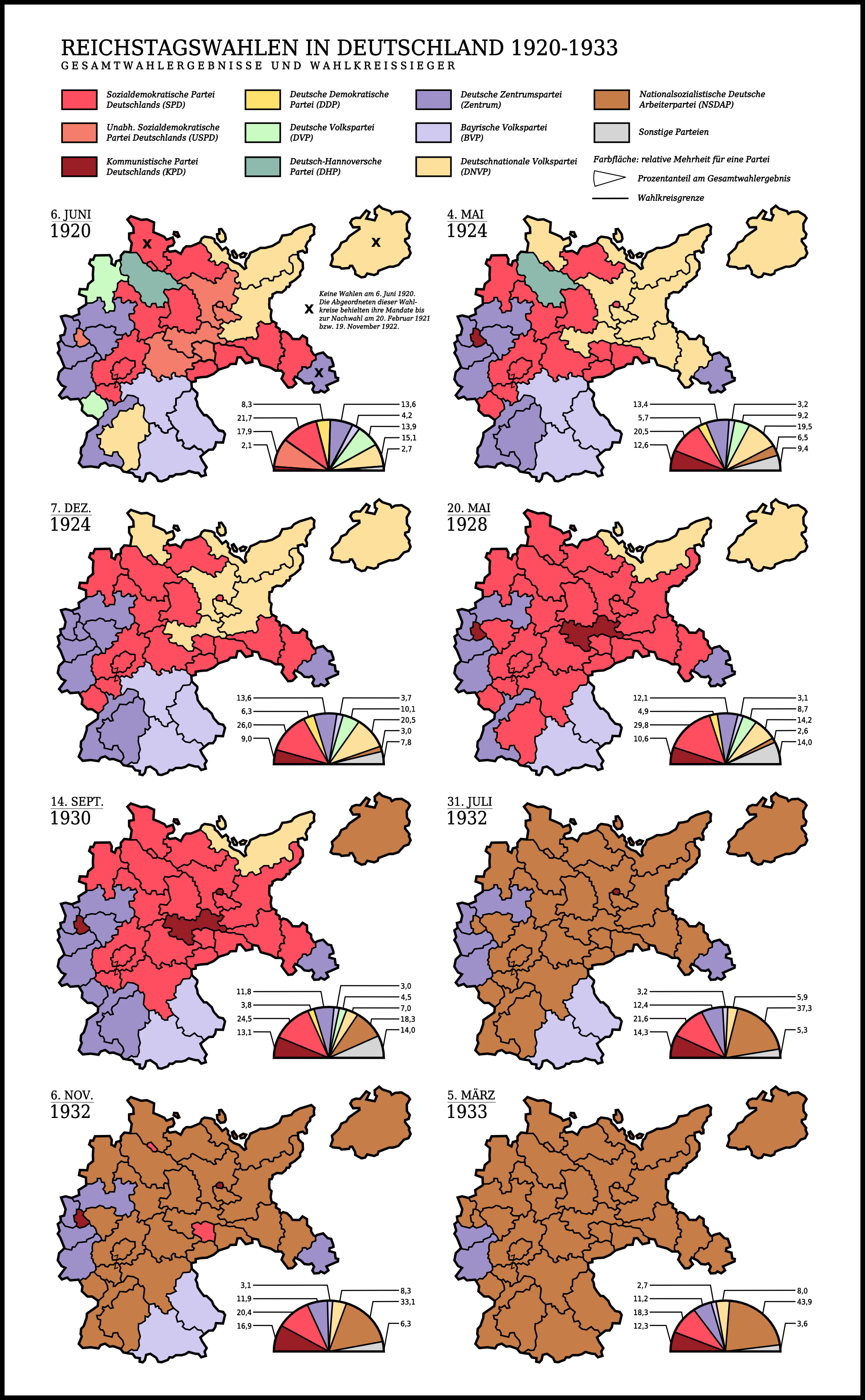
Mapa polític de la República de Weimar sobre les eleccions al Reichstag entre 1920 i 1933. El NSDAP està representat pel color marró.

El 1932, Goebbels va ser suspès del seu escó al Reichstag per l'insult a Hindenburg; a causa d'això, es va concentrar a la plataforma nazi per a les campanyes electorals d'aquest any. Al febrer, va poder convèncer Hitler perquè es postulés a la Presidència del Reich i competís contra Hindenburg; en el seu diari va escriure que els nazis havien de guanyar el poder i exterminar el marxisme. Goebbels va realitzar múltiples discursos durant aquestes campanyes electorals amb desqualificacions a Hindenburg i el seu govern. No obstant això, el resultat de les eleccions del 13 de març va ser un revés per a Goebbels: a la segona volta, Hitler va quedar en segon lloc amb el 30% dels vots, mentre Hindenburg va guanyar la Presidència amb el 53%. Després d'això, Goebbels va organitzar campanyes massives per a les eleccions parlamentàries de juliol, que van incloure mítings, desfilades, discursos i viatges en avió per tot el país amb el lema "Hitler sobre Alemanya" (Hitler über Deutschland).  El 24 d'abril, durant els comicis del parlament provincial de Prússia, va reptar el canceller Brüning a un duel verbal al Palau d'Esports de Berlín, però Brüning va refusar participar-hi. En l'esdeveniment, Goebbels tenia planejat ridiculitzar-lo i aconseguir l'ovació dels seus partidaris. Tot i així, va ser triat per la província 2 (Berlín) davant el parlament provincial de Prússia. El 24 d'agost de 1932, Goebbels va renunciar a aquest càrrec després de guanyar les eleccions de juliol de 1932 al Reichstag i va ser substituït per Hermann Voss en aquest parlament.
Goebbels portava alguns dels seus discursos gravats en discs de vinil i impresos en fulletons. També va estar involucrat en la producció d'una petita col·lecció de pel·lícules mudes per exhibir en les reunions del partit, tot i que no comptaven amb el suficient equip per explotar massivament aquest mitjà. Molts dels cartells de campanya de Goebbels contenien imatges violentes, com un gegant destruint oponents polítics o altres enemics com els "grans financers internacionals". En la seva propaganda va tractar l'oposició de "els criminals de novembre", "Titelles jueus "o "l'amenaça comunista".  A la segona elecció de 1932 va distribuir 800.000 còpies del Volkischer Beobachter. El suport al partit va continuar creixent, però en cap d'aquestes eleccions va aconseguir un govern de majoria. El 30 de gener de 1933, Hindenburg va nomenar Hitler canceller del Reich (Reichskanzler) en un esforç per estabilitzar a país i millorar les condicions econòmiques.

## Ministre de Propaganda

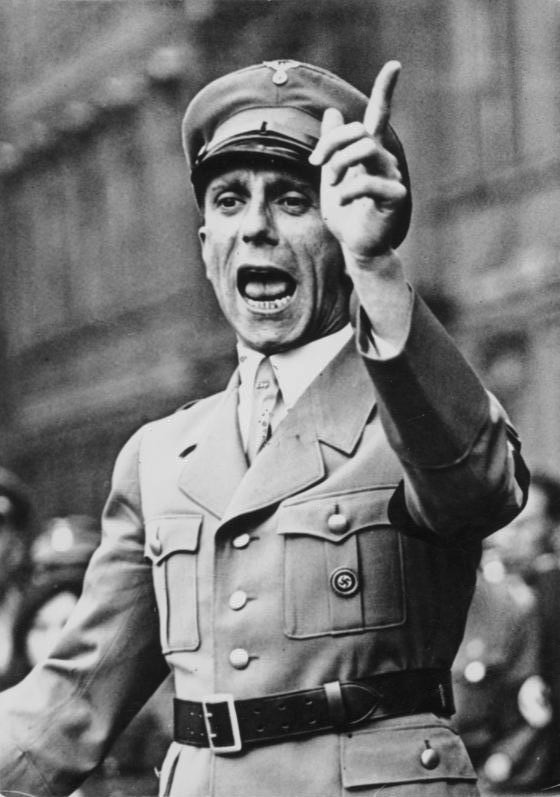
Goebbels pronunciant un discurs a Berlín (1934). Amb aquest gest de la mà advertia o amenaçava els opositors.

Per celebrar el nomenament de Hitler com a canceller, Goebbels va organitzar una desfilada de torxes a Berlín la nit del 30 de gener amb uns 60.000 homes, molts amb uniformes de les SA i les SS. L'espectacle va ser transmès en viu per la ràdio estatal amb comentaris de Hermann Göring, futur ministre d'Aviació. No obstant això, Goebbels es va decebre per no aconseguir un lloc en el nou Gabinet de Hitler : el Ministeri de Cultura -el departament que pretenia- va ser designat a Bernhard Rust. . A l'igual que altres funcionaris del NSDAP, va haver de lidiar amb Hitler i el seu estil de donar ordres contradictòries als seus subordinats, mentre els col·locava en llocs on els seus deures i responsabilitats es superposaven. D'aquesta manera, Hitler va fomentar la desconfiança, competència i les lluites internes entre els seus col·laboradors per consolidar i maximitzar el seu propi poder. Walther Funk es va fer càrrec del Oficina de Premsa del Tercer Reich i va planejar amb Hitler l'establiment d'una comissió central per al control de les comunicacions i la política de mitjans. Exclòs del cercle de poder més proper, Goebbels es va sentir ofès i acorralat, ja l'havien encarregat de la preparació de la campanya electoral per al Reichstag. Només fins al 16 de febrer que Hitler li informés com de lluny havien avançat els plans, que Goebbels va saber de la seva nova designació i, a més, tan aviat com es va assegurar el finançament de la campanya electoral, va recuperar el seu entusiasme.
El NSDAP va aprofitar l'incendi del Reichstag del 27 de febrer de 1933 per convèncer a Hindenburg que aprovés el Decret de President del Reich per a la Protecció del Poble i de l'Estat (Verordnung des Reichspräsidenten zum Schutz von Volk und Staat), un dia després del succés i sota pressió del canceller. Aquest va ser el primer de diversos projectes de llei que van desmuntar la democràcia a Alemanya i van establir al seu lloc una dictadura totalitària encapçalada per Hitler. El El 5 de març va tenir lloc una altra elecció al Reichstag, l'última que hi va haver abans de la derrota dels nazis a la Segona Guerra Mundial. Tot i que el NSDAP augmentava el seu nombre d'escons i percentatge de vots, no va obtenir la majoria absoluta que ambicionava l'alta dirigencia. El 7 de març, Hitler va idear la creació d'un organisme encarregat de la "educació i propaganda a gran escala" i, el 14 de març, va nomenar a Goebbels ministre per la Il·lustració Pública i Propaganda, sent, amb 35 anys, el més jove en el Gabinet.
La funció del nou ministeri, que va establir les seves oficines al Palau de l'Orde de Sant Joan (l'Ordenspalais) enfront de la Cancelleria del Reich, era centralitzar el control de tots els aspectes de la vida cultural i intel·lectual dels alemanys. 14 El 25 de març de 1933, Goebbels va dir esperava incrementar a 100% el suport popular del partit a partir del 37% aconseguit en les eleccions de juliol de 1932. Un objectiu no esmentat públicament era aparentar davant altres països que el NSDAP tenia el suport absolut i apassionat de tot Alemanya. Una de les primeres produccions de Goebbels va ser l'escenificació del "Dia de Potsdam" (21 de març d'aquest any), la cerimònia d'inauguració del primer Parlament del Tercer Reich; Goebbels es va esforçar en la simulació d'Hitler "subordinant" a president Hindenburg. L'1 d'abril, va redactar el decret d'Hitler en el qual autoritzava la estratègia contra el capitalisme jueu  i que contrarestarial "fustigació internacional" del Congrés Jueu Americà, que s'havia materialitzat amb el boicot antinazi del 30 de gener passat. No obstant això, el decret no va produir la resposta esperada en la població. Aquest mes, Goebbels va tornar a Rheydt, on va obtenir una recepció triomfal amb els ciutadans alineats al carrer principal que havia estat rebatejada amb el seu nom. al endemà, va ser declarat heroi local.

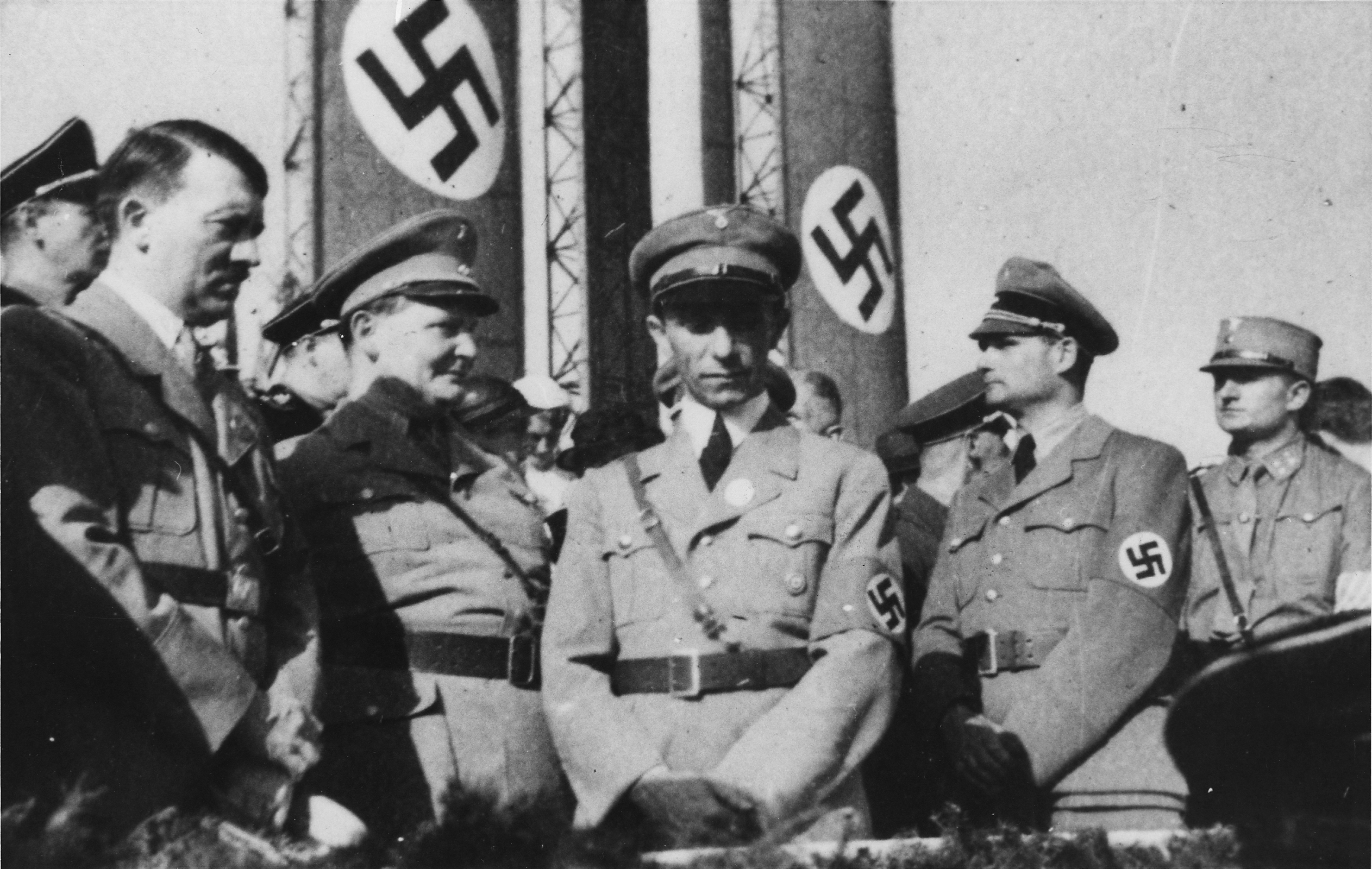
Hitler, Göring, Goebbels i Hess a una desfilada militar el 1933.

L'1 de maig de 1933, 01:00 data tradicionalment commemorada per comunistes i socialdemòcrates, va ser transformat en un dia festiu del NSDAP. En lloc dels esdeveniments habituals, Goebbels va organitzar una gran reunió del partit a la pista d'aterratge Tempelhof a Berlín. al endemà, les SA i les SS van dissoldre forçosament les organitzacions sindicals i, en lloc d'aquestes, es va crear el Front Alemany del Treball, que va assumir les seves funcions. "Som els amos d'Alemanya", va comentar en el seu diari de 3 de maig. Menys de dues setmanes més tard, el 10 de maig, va pronunciar un discurs titulat "No a la decadència i la corrupció moral!" durant una crema de llibres a la capital, en què va dir: "L'era del intel·lectualisme jueu extrem ha arribat a la seva fi. […] El futur home alemany no només serà un home de llibres, sinó també un home de caràcter ".
Mentrestant, el NSDAP va aprovar lleis per discriminar els jueus i treure'ls de la societat alemanya. La Llei per a la Restauració de la Funció Pública (Gesetz zur Wiederherstellung des Berufsbeamtentums), aprovada el 7 d'abril de 1933, va obligar els ciutadans no aris a retirar-se de la jurisprudència i administració pública. Aviat, una legislació similar va privar als jueus del exercici d'altres profession. Els primers camps de concentració nazis, creats inicialment per a albergar a dissidents polítics, es van fundar poc després que Hitler va arribar a el poder. En un procés anomenat Gleichschaltung ("Coordinació"), el Partit Nazi va establir un control totalitari sobre la societat i el comerç de país: les organitzacions civils, els grups agrícoles, les organitzacions de voluntaris i els clubs esportius van haver de reemplaçar als seus líders amb simpatitzants nazis o membres del partit. Cap a juny de 1933, pràcticament les úniques organitzacions que no estaven sota control del NSDAP eren el Reichswehr i les Esglésies. El 2 de juny de 1933, Hitler el va nomenar Reichsleiter, el segon lloc de més rang al NSDAP.
El 4 d'octubre de 1933, en un intent de manipular a la classe mitjana i canviar l'opinió popular, el govern va promulgar la Schriftleitergesetz ("llei de redactors"), que va esdevenir la pedra angular de control de la premsa popular. Basada en certa manera en el sistema creat per Mussolini, la llei definia a un Schriftleiter (lit., "redactor, editor") com qualsevol persona que escriu, edita o compila textos o il·lustra material per a la seva publicació en sèrie. Aquestes persones eren triades segons criteris vivencials, educatius i racials. La llei obligava als periodistes a "regular el seu treball amb el nacionalsocialisme com a filosofia de vida i com una concepció de govern ". La premsa va ser controlada de manera indirecta, però eficaç. En primer lloc, va desaparèixer tota la premsa política no nacionalsocialista. Els diaris civils i religiosos van cessar la seva publicació o van ser absorbits pel NSDAP. Per a la cobertura de notícies a nivell nacional es va fundar la Deutsches Nachrichtenbüro (lit., "Agència de Notícies d'Alemanya") en 1933. El Frankfurter Zeitung va tenir una relativa llibertat a les restriccions fins a 1943.
A finals de juny de 1934, diversos alts funcionaris de les SA i opositors a govern, incloent Gregor Strasser, van ser arrestats i assassinats en una purga coneguda com el "cop de Röhm" (Röhm-Putsch) o, posteriorment, la "nit dels ganivets llargs" (Nacht der Langen Messer). Goebbels va estar present en la detenció d'Ernst Röhm, el líder de les SA, a Múnic. El president Hindenburg va morir el 2 d'agost de 1934. En un programa radial, Goebbels va anunciar que els càrrecs de president i canceller havien estat combinats i que Hitler va ser nomenat formalment Führer und Reichskanzler ("Guia i Canceller del Reich").

### Control dels mitjans de comunicació de masses

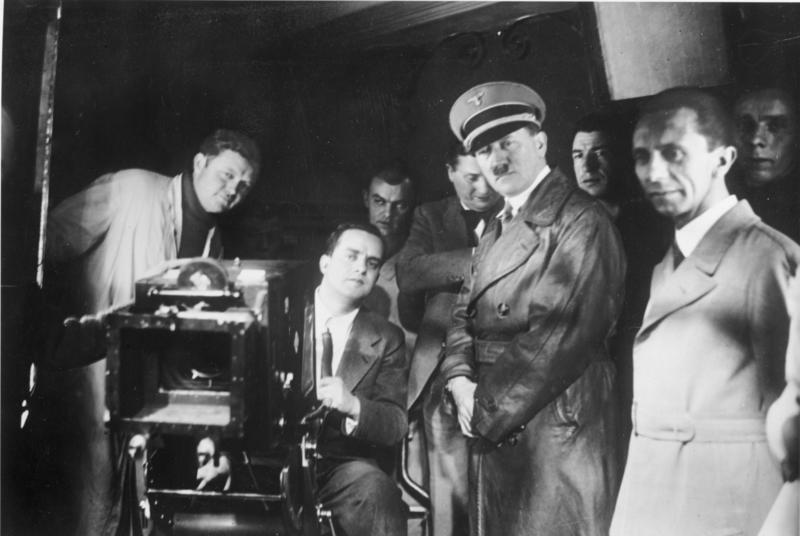
Hitler i Goebbels en els estudis de la Ufa (4 de gener de 1935).

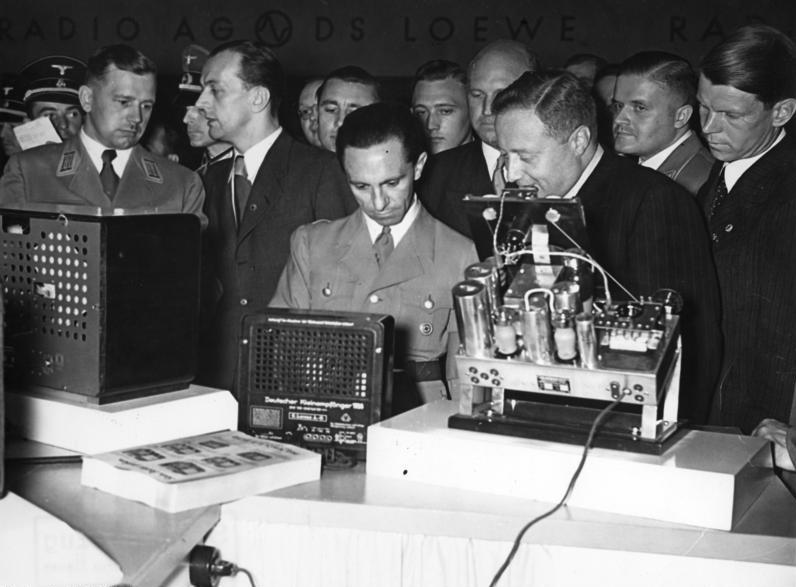
Goebbels provant un Volksempfänger (model DKE38 de 65 RM, preu base) a l'Exposició Internacional de Ràdio de Berlín (5 d'agost de 1938).

A l'octubre de 1933, el Ministeri de Propaganda es va organitzar en set departaments: administració i assumptes legals; concentracions de masses, salut pública, joventut i raça; ràdio; premsa nacional i estrangera; pel·lícules i censura cinematogràfica; art, música i teatre; i, protecció contra la propaganda antinazi nacional i estrangera. La majoria dels empleats provenia del Departament de Propaganda del Gau de Berlín i eren homes de confiança de Goebbels. El govern nazi va assignar al ministeri un important pressupost amb el qual s'oferien alts sous i subsidis; després de lluitar per sobreviure a la Gran Depressió, la majoria dels artistes, teatres i orquestres van trobar aquests incentius difícils de rebutjar. L'estil de lideratge de Goebbels era estrepitós i impredictible, tenia un temperament inconstant, prenia decisions contradictòries i poques vegades donava suport als seus associats principals. Segons Longerich, Goebbels era un cap difícil i li agradava renyar al seu personal en públic. La revista Life va publicar el 1938 que a Goebbels "no li agradava la gent, a ningú li simpatitzava, [però] va administrar el departament nazi molt eficientment".
La Reichsfilmkammer (Cambra de Cinema del Reich) va ser creada el juny de 1933 i va decretar que tots membres de la indústria cinematogràfica alemanya havien d'unir. El 1937, Goebbels va obligar a Alfred Hugenberg a vendre-li el estudi Universum Film AG (Ufa) i va ser convertida en una empresa estatal. Goebbels va promoure el desenvolupament de pel·lícules amb inclinacions nazis i les que contenien missatges subliminals o manifestos de propaganda. Sota l'auspici de la Reichskulturkammer (Cambra de Cultura del Reich), creada el setembre, Goebbels va afegir sots-cambres addicionals per als camps de la radiodifusió, les belles arts, la literatura, la música, la premsa i el teatre. A l'igual que a la indústria de cinema, tot aquell que desitgés mantenir una carrera en aquests camps havia de ser membre de la cambra corresponent. D'aquesta manera, qualsevol persona les opinions eren contràries a el govern podria ser exclosa de treballar en el camp escollit i així ser silenciat. A més, els periodistes, llavors considerats empleats de l'Estat, havien de demostrar ascendència ària des del any 1800 i, si estaven casats, el mateix requisit s'aplicava al cònjuge. Els membres no tenien permès sortir de país per raons laborals sense el permís previ de la seva respectiva cambra. Es va establir un comitè de censura de llibres i no es podien reeditar ni republicar obres llevat que estiguessin en la llista blanca. S'aplicarien regulacions similars a les belles arts i l'entreteniment; per exemple, les actuacions de cabaret també van ser censurades. Molts artistes i intel·lectuals van fugir de país en els anys anteriors a la guerra perquè no van acceptar treballar sota aquestes restriccions.

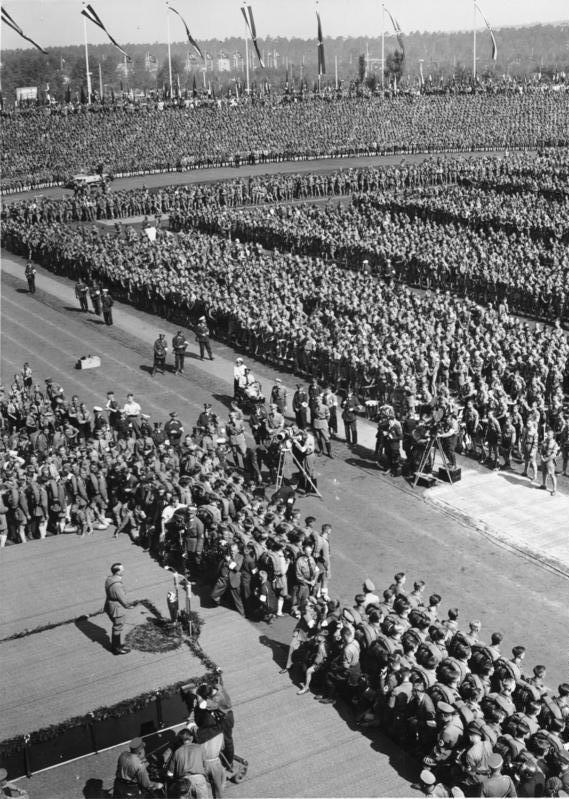
Leni Riefenstahl i el seu equip gravant el discurs d'Hitler en el míting de Nuremberg de 1934.

Goebbels estava molt interessat en dominar la ràdio, que per llavors era un nou mitjà de comunicació de masses.  De vegades aconseguia el control de les estacions de ràdio a tot el país a través de la Reichs-Rundfunk-Gesellschaft (Societat de Radiodifusió del Reich) des de juliol de 1934, fins i tot sota protesta dels governs de les entitats federatives - especialment Prússia, dirigida per Göring. Goebbels va exigir als fabricants produir receptors domèstics més barats, coneguts com Volksempfänger o "receptor del poble"; per 1938 s'havien venut gairebé deu milions d'aquests aparells. Els altaveus eren col·locats en zones públiques, fàbriques i escoles perquè les emissions més importants del NSDAP fossin escoltades en directe per gairebé tota la població. L'1 de gener de 1938, Reichs-Rundfunk-Gesellschaft es va transformar en un sistema unificat de radiodifusió i va canviar el seu nom a Großdeutscher Rundfunk (lit., "Ràdio de la Gran Alemanya"); va estar en funcionament fins a agost de 1945 i era administrada pel Ministeri de Propaganda. Un dels seus programes radials va ser Weihnachtsringsendung (lit., "Transmissió de Nadal"), emès entre 1940 i 1943 durant la nit de Nadal com un programa conjunt del Ministeri de Propaganda i l'Alt Comandament de la Wehrmacht (Oberkommando der Wehrmacht) per soldats i ciutadans col·laboradors en el "front intern" (Heimatfront,"línia de defensa civil") i incloïa enregistraments amb informes dels territoris ocupats pels nazis. Aquesta producció va ser un dels projectes més ambiciosos de Goebbels a la ràdio, ja que, segons les notes en el seu diari (25 de desembre de 1943), "combinava el front [de guerra] i la llar [o la població civil ] amb la major eficàcia " i les transmissions eren" prodigioses i commovedores ".
El 2 de setembre de 1939, un dia després de l'inici de la guerra, Goebbels i el Consell de Ministres van prohibir sintonitzar emissores radials de països enemics, encara que no van poder evitar la població seguís escoltant alguns operadors de ràdio estrangeres, com la BBC. La difusió de notícies per a emissores estrangeres podria ser castigada amb la mort  perquè era tipificada com a alta traïció o Wehrkraftzersetzung ("desestabilització del esforç de guerra", "sedició i derrotisme"). Albert Speer, l'arquitecte de Hitler i ministre d'Armament i Guerra, va dir anys després que el govern nazi "va utilitzar tots els mitjans tècnics possibles per dominar el seu propi país. A través de dispositius tècnics, com la ràdio i l'altaveu, 80 milions de persones van ser privades de pensament independent".
Goebbels era considerat un "magnat dels mitjans" i pràcticament va dominar tots els mitjans de comunicació. Segons ell, podia controlar el que el poble alemany llegia, escoltava i veia. Es va veure a si mateix com un "general" que conduïa a el poble a abraçar el nacionalsocialisme:
| « | Das ist das Geheimnis der Propaganda: den, den die Propaganda fassen will, ganz mit den Ideen der Propaganda zu durchtränken, ohne dass er überhaupt merkt, dass er durchtränkt wird. […] Wenn die anderen Armeen organisieren und Heere aufstellen, dann wollen wir das Heer der öffentlichen Meinung mobilisieren, dónes Heer der geistigen Vereinheitlichung, dann sind wir wirklich die Weichensteller der Zeit. Aquest és el secret de la propaganda: a qui la propaganda vol capturar, ho amara de les seves idees, sense adonar-se que és imbuït d'ella. […] Si els altres exèrcits organitzen i formen més de les seves tropes, llavors el nostre desig és mobilitzar l'exèrcit del opinió pública, l'exèrcit d'unificació espiritual, perquè serem realment el punt d'inflexió de la història. | » |

Leonard W. Doob, professor emèrit de psicologia de la Universitat Yale, va identificar dinou principis que Goebbels va emprar en les seves polítiques totalitàries i de manipulació en els alemanys. Un element important d'aquesta propaganda va ser Hitler, qui era glorificat com un líder heroic i infalible, cosa que el va tornar el centre d'un culte a la personalitat. Moltes d'aquestes produccions eren improvisades, però algunes comptaven amb escenaris gestionats per l'aparell propagandístic de Goebbels. L'adulació a Hitler era el centre del míting de Nuremberg de 1934, on els seus moviments corporals van ser coreografiats minuciosament. El míting va ser el tema de la pel·lícula El triomf de la voluntat, part d'una sèrie de pel·lícules de propaganda dirigides per Leni Riefenstahl; va guanyar la Medalla d'Or al Festival de Cinema de Venècia de 1935. Aquest any, al congrés del NSDAP a Nuremberg, Goebbels va dir que el bolxevisme era una "declaració de guerra dels subhumans estrangers dominats per jueus contra les expressions culturals". Un any més tard, les SS van ser transformades en una "organització de lluita antibolxevic".
Goebbels va estar involucrat en la planificació escenogràfica dels Jocs Olímpics d'Estiu de 1936, que es van celebrar a la capital. En aquesta època va tenir un breu romanç amb l'actriu txeca Lída Baarová, a qui va seguir veient fins 1938. Un altre projecte important va ser l'anomenada "Exposició d'art degenerat" (Die Ausstellung "Entartete Kunst"), organitzada per Goebbels i que es va desenvolupar a Múnic de juliol a novembre de 1937. L'exposició va resultar molt popular i va atreure a més de dos milions de visitants. Una exposició de música degenerada va tenir lloc l'any següent. No obstant això, Goebbels estava decebut per la poca qualitat del art, el cinema i la literatura nacionalsocialistes. En aquells dies molts periodistes, escriptors, artistes, músics, cineastes i dramaturgs s'havien exiliat en altres països, mentre que alguns van tenir problemes en adaptar-se o es van retirar en una "emigració interior".

### Submissió de l'Església

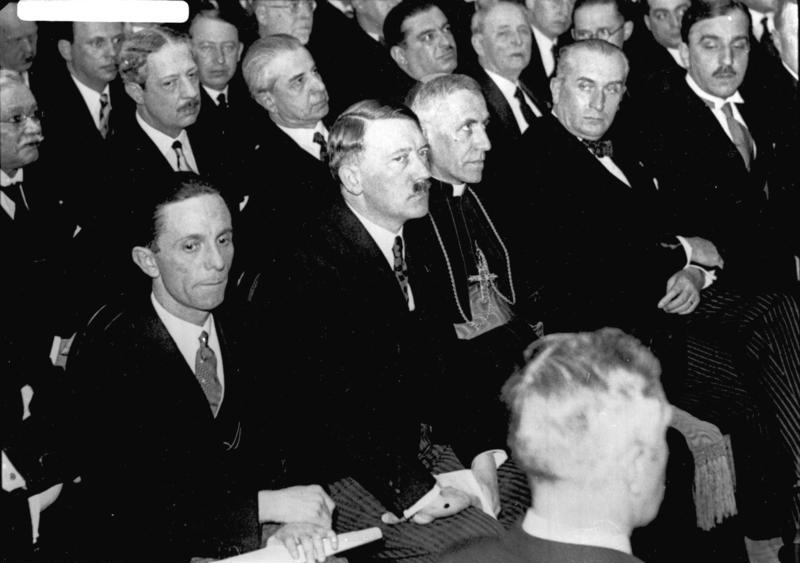
Goebbels, Hitler, el nunci apostòlic Cesare Orsenigo i l'ambaixador italià Vittorio Cerruti en una reunió de la premsa estrangera a Berlín (1933).

El 1933, Hitler va signar l'anomenat Reichskonkordat, un tractat amb la Santa Seu que obligava el govern respectar la independència de les institucions catòliques i prohibia la participació del clergat en la política. No obstant això, el govern va continuar intervenint a les congregacions catòliques i tractant d'afeblir la seva influència en la societat. Entre 1935 i 1936, centenars de sacerdots, monges i líders laics van ser arrestats per càrrecs de contraban de divises o crims sexuals. Goebbels difonia suposades proves en cada declaració a la premsa i descrivia cada cas de la pitjor manera possible. Es van imposar restriccions a les reunions públiques, les publicacions catòliques eren censurades, van obligar els col·legis catòlics a reduir la formació religiosa i els crucifixos van ser retirats dels edificis estatals. Hitler dubtava si la "lluita de les Esglésies" (Kirchenkampf) havia de ser una prioritat, encara que els seus freqüents comentaris incendiaris sobre el tema eren suficients per convèncer Goebbels en intensificar la seva feina durant la primera meitat de 1937. Al febrer d'aquest any, després d'una conversa amb Heinrich Himmler i Wilhelm Stuckart, Goebbels va dir que "Kerrl [ministre d'Afers Eclesiàstics] vol conservar l'Església, [però] volem liquidar-la "; aquesta va ser la seva reacció a les polítiques moderades i cooperacionistas d'Hanns Kerrl amb les Esglésies protestants.
Goebbels pertanyia a una facció liderada per Rosenberg i Bormann dins el Partit Nazi que promovia l'anticlericalisme radical. El pla fonamental del grup era la persecució del clergat alemany i, sobre la "qüestió del Església", Goebbels va considerar que entre el cristianisme i la ideologia nazi existia una "oposició irresoluble". Part d'aquests arguments eren compartits per Adolf Hitler, qui tampoc ni assistia a missa ni es confessava, però que no havia abandonat oficialment aquesta religió. A la lluita pel poder contra la influència de les Esglésies, els nazis van intentar establir una "tercera denominació", anomenada cristianisme positiu (Positives Christentum), amb el propòsit de reemplaçar a les ja establertes i reduir la seva autoritat. Alguns historiadors argumenten que això va ser un intent de començar un culte d'adoració messiànica de Hitler. No obstant això, en una entrada de diari del 28 de desembre de 1939, Goebbels va esmentar: "El Führer rebutja apassionadament qualsevol idea de fundar una religió, [perquè] no té la intenció de convertir-se en sacerdot. El seu únic paper és el de polític".
En resposta a la persecució, el papa Pius XI va publicar l'encíclica Mit brennender Sorge (Amb viva preocupació) sobre la situació de l'Església catòlica a Alemanya i denunciava l'hostilitat sistemàtica de govern nazi. Es va llegir el Diumenge de Passió de 1937 a milers de temples catòlics d'aquest país. Goebbels va augmentar la repressió i propaganda contra els catòlics en les setmanes posteriors a la publicació. El 28 de maig, en un discurs davant de 20.000 membres del partit a Berlín i transmès per ràdio, va carregar contra l'Església catòlica i va dir que era una "institució moralment corrupta". Com a resultat de la campanya difamatòria, la matrícula a les escoles confessionals es va reduir dràsticament i, el 1939, aquestes institucions es van dissoldre o es van transformar en instal·lacions públiques. L'assetjament, les amenaces d'empresonament i els "judicis d'immoralitat" van fer que el clergat fos més cautelós en les seves crítiques contra el govern. No obstant això, Hitler va ordenar una reducció progressiva de la lluita contra l'Església a finals de juliol de 1937.
Dies després del esclat de la Segona Guerra Mundial, Goebbels va aplicar una intensa pressió sobre les congregacions perquè expressessin suport al esforç de guerra i la Gestapo va restringir la llibertat de culte i associació durant setmanes. Tot i que les institucions eclesiàstiques alemanyes van complir amb les imposicions en els primers dos anys, les agressions van reaparèixer en 1941 davant l'expansió de la guerra al front oriental. Els monestirs i convents eren atacats i es van expropiar moltes propietats eclesiàstiques. Els jesuïtes van ser un dels principals afectats. Alguns historiadors critiquen que l'Església catòlica mai va excomunicar els polítics nazis d'alt rang per aquests fets hostils abans i durant la guerra; t també esmenten que el cas de Goebbels va ser més polèmic perquè la seva dona era protestant i divorciada. No obstant això, la monja nord-americana Margherita Marchione, defensora del obra de Pius XI, assegura que els líders nazis van incórrer automàticament en excomunió speciali manera, segons els cànons 2332 i 2343, per "impedir l'exercici de la jurisdicció eclesiàstica" i, per tant, no era necessària la condemna pública del romà pontífex.

## Primers anys de la Segona Guerra Mundial

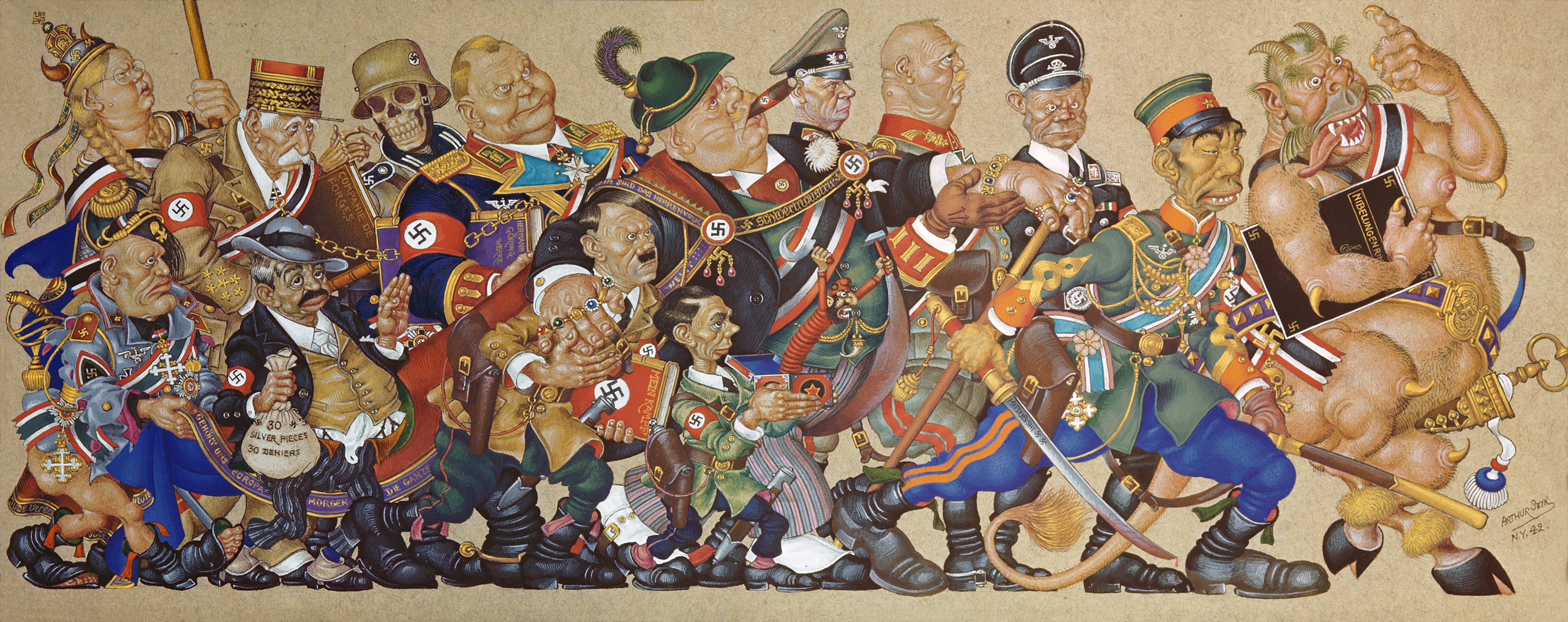
Caricatura d'Arthur Szyk (1942) en la qual es satiritza als principals líders de les Potències de l'Eix (Goebbels es troba a el centre, davant de Hitler), intercalats amb figures històriques, simbòliques i al·legòriques, com la Mort i Satanàs.

Al febrer de 1933, Hitler va anunciar les seves intencions de rearmar l'exèrcit, tot i que a el principi de manera clandestina ja que això es considerava una violació del Tractat de Versalles. Tot just un any després, el 1934, va comunicar als seus subordinats militars que 1942 era la data límit per iniciar una guerra a Europa Oriental.
Anys més tard, Hitler va posar la seva atenció en Àustria i va comentar a Goebbels que s'annexionaria aquest país "per la força" si fos necessari, no només per motius ideològics, estratègics i militars, sinó també per interessos econòmics, ja que aquest país tenia importants reserves d'or i divises, mà d'obra i matèries primeres. El 12 de febrer de 1938, el canceller Kurt Schuschnigg es va reunir amb Hitler a Berchtesgaden en un intent d'evitar una invasió militar. Hitler va presentar a Schuschnigg un conjunt de demandes que incloïen el nomenament de simpatitzants nazis en posicions importants dins del govern austríac, com Arthur Seyss-Inquart al capdavant del Ministeri de Seguretat Pública i amb un control il·limitat de la policia i l'exèrcit.  A canvi, Hitler ratificaria públicament l'acord austroalemà de l'11 de juliol de 1936 (Juliabkommen) i reconeixeria la independència d'Àustria. Schuschnigg va cedir a les condicions d'Hitler a causa de les constants amenaces que els nazis austríacs provocarien una nova guerra civil, més gran que la de 1934. El 9 de març de 1938, en un esforç per preservar la sobirania de país, Schuschnigg va programar un referèndum sobre la unió política amb Alemanya (l'Anschluss) per al 13 de març i, per tal d'assegurar una gran participació, va legalitzar el Partit Socialdemòcrata d'Àustria (SDAPÖ) i els sindicats, anteriorment proscrits.

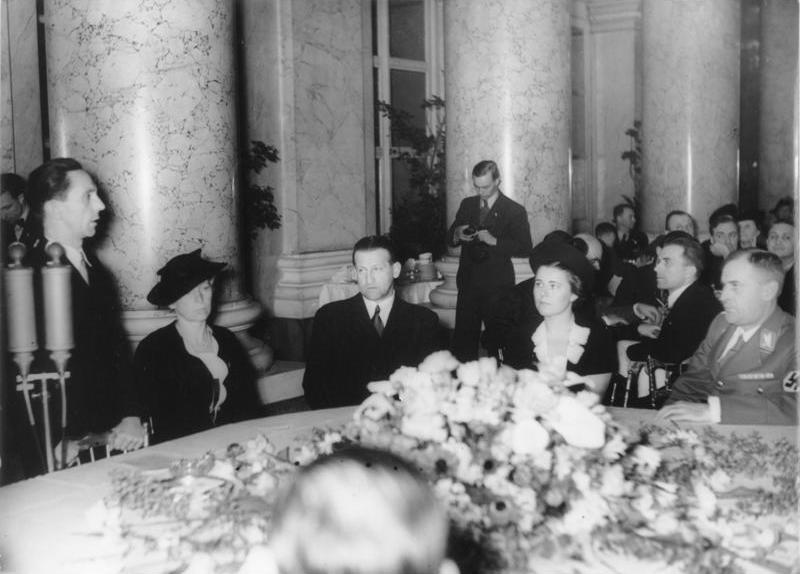
Goebbels en una recepció al Palau de Hofburg a Viena (30 de març de 1938), acompanyat per l'actriu Paula Wessely, el representant nazi del ocupació austríaca Arthur Seyss-Inquart i el seu secretari Kajetan Mühlmann.

Goebbels va aprofitar aquesta oportunitat per fer campanya massiva a favor de la unificació i legitimar el procés electoral a nivell local i internacional, malgrat els mètodes brutals que les SS van emprar contra l'oposició. A una conferència de premsa, va afirmar que molts austríacs sol·licitaven que les tropes alemanyes sufoquessin els disturbis a les ciutats, però això va ser desmentit per Schuschnigg. L'11 de març, el govern austríac va caure davant les pressions alemanyes a causa de les revoltes i l'intent fallit per anul·lar el referèndum. El president Wilhelm Miklas i el canceller Schuschnigg van renunciar, però això no va evitar que la Wehrmacht creués la frontera i ocupés militarment Àustria, encara que sense trobar resistència entre la població. El procés electoral es va dur a terme en la data prevista i el seu resultat (99.75% va donar suport a la unificació) va ser una victòria celebrada per Hitler.
En els últims anys del període d'entreguerres, Goebbels va tractar de complir agressivament les polítiques expansionistes de Hitler. En el moment de la reocupació de Renània el 1936, va resumir la seva postura en el seu diari: "[Ara] és el moment d'actuar. La fortuna afavoreix els valents! El que no s'atreveix no guanya". En els dies previs a la crisi dels Sudets (1938), Goebbels va prendre la iniciativa i de nou va utilitzar la propaganda per generar simpatia entre els alemanys dels Sudets mentre desprestigiava a el govern txecoslovac. Així i tot, era conscient que hi havia un creixent "pànic a la guerra" a Alemanya i al juliol va ordenar a la premsa que reduís la propaganda en les publicacions.

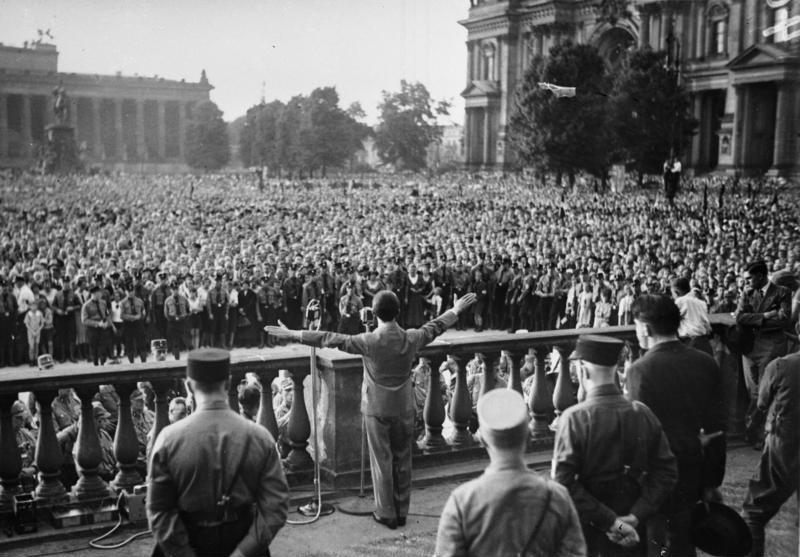
Moment d'un discurs de Goebbels a Berlín, Alemanya

En l'apogeu de la crisi, el 27 de setembre, Hitler va fer desfilar una divisió motoritzada a través de Berlín, però no es van materialitzar els aplaudiments esperats de la població; Goebbels no va donar cobertura al esdeveniment. En aquest punt, es va atrevir a discutir de front a Hitler: "Llavors, en l'hora decisiva, li vaig explicar al Führer com eren les coses en realitat. La marxa de la divisió motoritzada en la nit de dimarts passat va anar més enllà quin, perquè va demostrar què encenia l'entusiasme de la gent. I no era per la guerra". També dubtava si era prudent arriscar-se a una guerra perllongada contra França i el Regne Unit si atacava Polònia. En presència d'Hitler, la seva por raonat a la guerra s'esvaïa i donava pas a la fe cega, però, fins i tot després de la fi de la crisi, no aconseguia cap manera ordenar els seus sentiments contradictoris. En retrospectiva, el perill que havia superat estava clar per a ell: "Caminem sobre un filferro prim a través d'un abisme vertiginós"; però encara volia preparar-se per una guerra: "Tornem a ser una veritable potència mundial. És el moment de armar-nos, armar-nos i armar-nos!". Va imposar una censura de premsa sobre el Ministeri d'Afers Exteriors perquè "no es posés de genolls" i va haver d'enfrontar diversos incidents fronterers: "La premsa els ataca en gran". No obstant això, va pronunciar discursos que van despertar la incertesa: els empleats del seu Ministeri, als editors en cap, als 500 directors del Gaus de Berlín i a una gran audiència en el Palau dels Esports de Berlín.
Després que les potències occidentals es van adherir a les demandes d'Hitler relatives a Txecoslovàquia Goebbels va redirigir ràpidament el seu aparell propagandístic contra Polònia. A partir de maig, va orquestrar una campanya contra aquest país amb històries sobre suposades atrocitats contra els alemanys ètnics a Danzig i altres ciutats. No obstant això, va ser incapaç convèncer la majoria de la població alemanya de donar suport a la idea d'un nou conflicte bèl·lic. El 24 d'agost de 1939, Goebbels va elogiar el pacte de no agressió amb la Unió Soviètica com una "jugada brillant", perquè amb aquest tractat Hitler va aconseguir la neutralitat d'una important amenaça. Després de començar la invasió de Polònia, va emprar a el Ministeri de Propaganda i les oficines del Reich per controlar l'accés a la informació a nivell nacional. No obstant això, el seu rival Joachim von Ribbentrop, ministre d'Afers Estrangers, desafiava constantment la seva jurisdicció sobre la difusió de propaganda a nivell internacional. El cap de prensa d'aquest ministeri, Paul Karl Schmidt, es responsabilitzà de les rodes de premsa diari davant dels periodistes estrangers; Goebbels organitzava "conferències nocturnes" per les mateixes persones. Hitler va decidir no posicionar-se sobre el tema, de manera que la discòrdia entre els dos ministres va continuar fins al final de la guerra. Goebbels no va participar en la presa de decisions militars ni va estar a la diana de les negociacions diplomàtiques fins després del esclat de la contesa.
El Ministeri de Propaganda es va apoderar de les corporacions radiodifusores dels països ocupats immediatament després de la rendició. Els oficials nazis van ordenar als locutors d'aquestes corporacions a transmetre missatges preparats com una forma de guanyar-se la confiança dels ciutadans. La majoria dels mitjans de comunicació, tant a nivell nacional com als països conquistats, estava en mans de Goebbels i el seu ministeri. El Servei Interior d'Alemanya, el Programa de les Forces Armades i el Servei Europeu d'Alemanya eren controlats rigorosament: des de la informació que se'ls permetia difondre fins a la música que empraven. A la ràdio van continuar les transmissions de mítings, discursos i manifestacions de NSDAP i s'emetien discursos abans de les transmissions, mentre que a les ciutats s'exhibien curtmetratges de propaganda usant 1500 camionetes de cinema mòbil. La radiodifusió estrangera s'havia ampliat considerablement, amb emissions de notícies en cinquanta-tres idiomes. La guerra al front occidental era coberta per transmissors secrets, que se suposava causarien confusió entre la població durant la campanya francesa a principis del estiu de 1940. Goebbels va donar atenció especial al noticier setmanal (Wochenschau), un segment obligatori de cada programa de cinema, tant que fins Hitler ho examinava personalment, almenys en els primers anys de la guerra.
Hitler va fer menys aparicions públiques i locucions radials mentre avançava la guerra, de manera que Goebbels poc a poc es va convertir en la veu del règim per al poble alemany. A partir de maig de 1940, Goebbels escrivia molts editorials que es publicaven a Das Reich i eren llegits a la ràdio. Va tenir molt èxit i la circulació del diari va augmentar a 1,4 milions de còpies el 1944. Goebbels va descobrir que les pel·lícules eren el mitjà de propaganda més eficaç, després de la ràdio. Davant la seva insistència, la meitat de les produccions cinematogràfiques alemanyes en temps de guerra tenien com a temàtica la propaganda -en particular, sobre el antisemitisme- i el bel·licisme -relataban gestes històriques i esdeveniments recents de la Wehrmacht. La font oficial d'informació sobre els esdeveniments de guerra era el butlletí diari de la Wehrmacht, creat per Hitler, i que col·laborava estretament amb el Ministeri de Propaganda.
Goebbels es va preocupar per l'ànim i els esforços de la població en l'àmbit intern. Va creure que si la població s'involucrava en l'esforç de guerra, major seria la seva moral. Per exemple, va iniciar un programa de recollida de roba d'hivern i equips d'esquí per a les tropes al front oriental També va implementar canvis per aconseguir més "material d'entreteniment" a la ràdio i cinema produïts per al públic. A la fi de 1942, Goebbels va decretar que les pel·lícules havien de contenir 20% de propaganda i 80% d'entreteniment lleuger. Com a Gauleiter de Berlín, va afrontar l'escassetat cada vegada més greu d'articles de primera necessitat, com aliments i roba, així com el racionament de cervesa i tabac, que eren importants per mantenir els ànims. Hitler li va suggerir diluir la cervesa i disminuir la qualitat dels cigarrets de manera que fossin més barats de produir, però Goebbels va rebutjar la idea i va respondre que els cigarrets ja eren de baixa qualitat i era impossible fer-los pitjor.
Kommt es wirklich zum Weltkrieg, was wir alle nicht hoffen, dann wird die Lage ernst, aber nicht hoffnungslos.

Si es produeix una guerra mundial, que esperem no succeeixi, la situación será greu però no desesperada.

Diari de Goebbels
Mitjançant les seves campanyes de propaganda, va treballar dur per conservar un nivell adequat de moral a la població sobre la situació militar -segons ell, ni massa optimista ni massa nefast. Durant aquest període van ocórrer una sèrie de derrotes militars, com l'atac de mil bombarders sobre  Colònia (maig de 1942), la victòria aliada a la segona batalla d'El Alamein (novembre de 1942) i, sobretot, la dura derrota a la batalla de Stalingrad (febrer de 1943), que eren difícils de presentar a el públic alemany, cada vegada més cansat de la guerra i escèptic sobre si podien guanyar. Dies després, Goebbels va intentar convèncer novament a Hitler que canviés els seus plans sobre els pobles eslaus del front oriental; amb això pretenia millorar les condicions dels soldats alemanys en territori soviètic. En el seu diari va escriure: "[…] la consigna que en orient estem lluitant sols contra el bolxevisme -i no contra el poble rus- facilitarà en gran manera la nostra meta".  Va estar treballant en una campanya de reclutament de voluntaris eslaus, però la proposta no va ser acceptada per Hitler, qui, segons Goebbels, era "fustigat" per Rosenberg amb plans similars.
El 15 de gener de 1943, Hitler va nomenar a Goebbels cap del nou Comitè de Danys per Atacs Aeris, és a dir, estava a càrrec de les defenses i els refugis d'aviació civil a tot el país, així com l'avaluació i reparació d'edificis danyats. La defensa de zones diferents de Berlín quedava en mans dels Gauleiter locals i els seus principals tasques es limitaven a proporcionar ajuda immediata als civils afectats i utilitzar la propaganda per millorar l'estat d'ànim de la població.
A principis d'aquest any la guerra va produir una crisi laboral a tot el país. Hitler va crear un comitè amb un representant de l'Estat, l'exèrcit i el NSDAP, cadascun, en un intent per centralitzar el control de l'economia de guerra. Els membres de comitè van ser Hans Heinrich Lammers -cap de la Cancelleria del Reich-, el mariscal de camp Wilhelm Keitel -cap del Alt Comandament de la Wehrmacht-, i Martin Bormann -secretari personal del Führer, que dirigia de facto el partit. El comitè tenia la intenció de plantejar solucions de forma independent sense passar per la taula dels diferents ministeris, però Hitler va conservar la seva autoritat en les decisions més delicades. L'esmentat organisme, anteriorment conegut com Dreierausschuß (lit., "Comitè dels Tres"), es va reunir onze vegades entre gener i agost de 1943. No obstant això, van trobar la resistència dels ministres del Gabinet de Hitler. Alguns ministres i altres polítics volien formar part del comitè, però van ser exclosos. En considerar-los una amenaça, Goebbels, Göring i Speer es van aliar per detenir-los. El Dreierausschuß acabaria desapareixent al setembre de 1943.

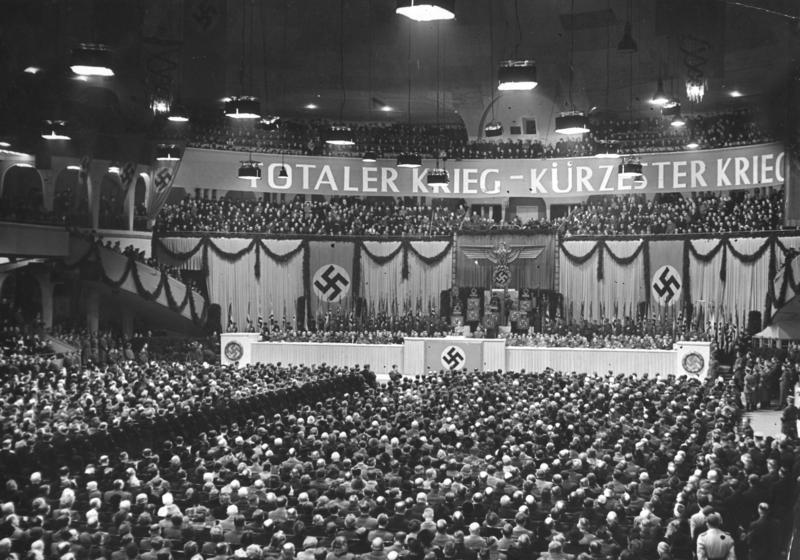
Discurs del Palau dels Esports de Berlín (18 de febrer de 1943).

Com a resposta a la seva exclusió del Dreierausschuß, Goebbels va pressionar a Hitler a crear polítiques destinades per a una "guerra total" (totalen Krieg), com el tancament d'empreses no essencials per al esforç de guerra, reclutament de dones en la força laboral i dels homes en ocupacions prèviament exemptes a la Wehrmacht. Havia considerat que amb això augmentaria el poder militar d'un 10% a 15%, encara que no prou com per compensar la superioritat dels Aliats. El 13 de gener de 1943, algunes d'aquestes mesures van ser implementades en un edicte, però, per a pesar de Goebbels, Göring va exigir que els seus restaurants favorits a Berlín romanguessin oberts i Lammers va forçar a Hitler a permetre que les dones amb fills estiguessin exemptes del servei militar obligatori, fins i tot si tenien algú que els cuidé. El 30 de gener, després de rebre una resposta favorable en el seu discurs sobre el tema, Goebbels va pensar que tenia el suport del poble alemany en la seva crida a la guerra total. En el seu següent discurs, el Sportpalastrede del 18 de febrer de 1943, va demandar a el públic a què es comprometés amb la guerra total com l'única manera de "aturar l'atac bolxevic i salvar el poble alemany de la destrucció". El missatge tenia un fort element antisemita i va donar a entendre que l'extermini dels jueus ja estava en marxa. El discurs va ser filmat i emès en directe per la ràdio, però va tenir poc impacte en aquest moment perquè encara que Hitler donava suport a la idea de la guerra total no estava disposat a canviar els plans dels altres ministres.
El 1941, la propaganda antisoviètica, suspesa provisionalment pel pacte de no agressió, es va reactivar en paral·lel amb la pla d'invasió alemanya a la Unió Soviètica.  Quan la situació en el front oriental a la fi de la tardor de 1941 va arribar a un punt mort, la propaganda va tornar a suspendre. Goebbels va percebre una possible victòria al maig de 1942 i va publicitar un nou Ostsiedlung (lit., "assentament a l'est") per atreure colons. No obstant això, el VI. Armee va ser encerclat i forçat a rendir-se el novembre de 1942 a Stalingrad i el poble alemany no ho va saber fins a gener de 1943. L'abril del 1943, el descobriment d'una fossa comuna d'oficials polonesos assassinats per l'Exèrcit Roig en l'anomenada massacre de Katyn va ser aprofitat en la propaganda de Goebbels per obrir una bretxa entre els soviètics i els seus aliats occidentals. Una altra masacre, aquesta vegada a Nemmersdorf, un llogaret situat ma Prússia Oriental, a l'octubre de 1944 va donar a la propaganda un cop més un tema impactant.

## Plenipotenciari per a la guerra total
L'1 d'abril de 1943, Goebbels va ser nomenat Stadtpräsident de Berlín, a càrrec de la gestió administrativa de la capital Els avenços de la invasió de Sicília (juliol de 1943) i, especialment, la victòria soviètica a la batalla de Kursk (entre juliol i agost de 1943), van fer que s'adonés que Alemanya no guanyaria la guerra. Posteriorment, la invasió aliada d'Itàlia i la caiguda de Mussolini al setembre el van portar a plantejar a Hitler la possibilitat de negociar el cessament de les hostilitats, ja fos amb els soviètics o amb el Regne Unit. No obstant això, Hitler va rebutjar categòricament les dues propostes. Com la situació militar i econòmica de país eren cada vegada pitjors, el 25 d'agost de 1943 el Reichsführer-SS, Heinrich Himmler, va assumir el càrrec de ministre del Interior en substitució de Wilhelm Frick. Els atacs aeris sobre Berlín i altres ciutats es van cobrar les vides de milers de persones. La Luftwaffe al comandament de Göring va intentar prendre represàlies amb incursions aèries sobre Londres a principis de 1944, però ja no tenien avions suficients per aconseguir molt impacte. Els míssils V-1 llançats contra objectius britànics a partir de mitjans de juny de 1944 van tenir poc efecte, ja que només el 20% va aconseguir els seus objectius previstos. La propaganda de Goebbels en aquest moment indica que s'organitzava una venjança massiva contra els britànics. Per aixecar l'ànim, va insistir que les noves millores en els míssils tindrien un impacte decisiu en el resultat de la guerra. En aquests dies va tenir lloc el desembarcament de Normandia (6 de juny de 1944) i els Aliats es van refermar a França, mentre al front oriental els soviètics van expulsar a la Wehrmacht a Belarús i van penetrar en els països bàltics, Polònia i els Balcans. Al juliol, Goebbels i Speer van continuar pressionant a Hitler perquè portés l'economia a el límit de guerra total.

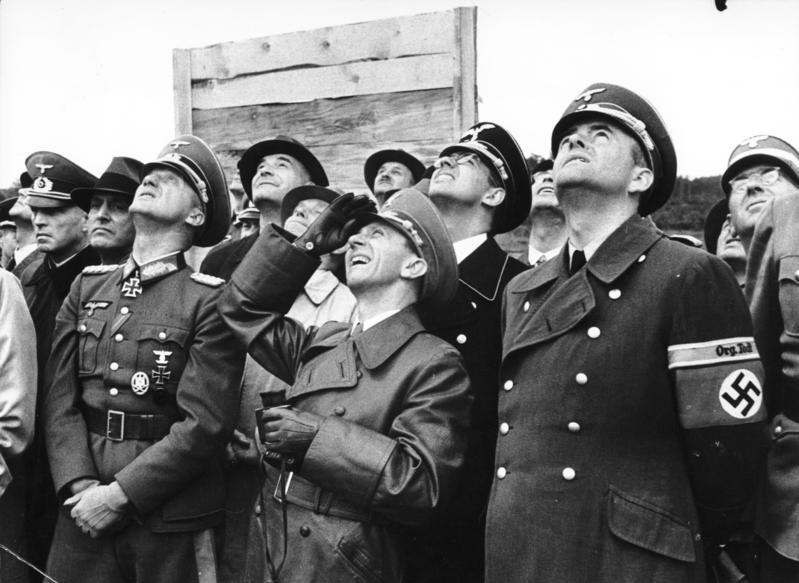
Goebbels (a centre) i Speer (a la dreta) observen proves de míssils en el centre d'investigacions militars de Peenemünde (agost de 1943).

El 20 de juliol de 1944, Hitler va sobreviure a un intent d'assassinat en el qual un grup d'oficials de l'Exèrcit va detonar una bomba en el principal caserna de campanya de Prússia Oriental, la "Guàrdia del Llop" (Wolfsschanze). Després aquest esdeveniment, el conspirador Paul von Hase va ordenar al batalló d'Otto Ernst Remer assegurar la seu de Govern i arrestar el ministre de Propaganda, el seu secretari Wilfred von Oven i el ministre d'Armaments, Speer, que estaven presents en aquest lloc. a l'edifici ministerial, Goebbels va tenir accés a un telèfon per trucar a Hitler i va fer arranjaments perquè aquest últim pogués parlar amb Remer. Tot seguit, Hitler li va preguntar al militar si reconeixia la seva veu, perquè Remer creia que Hitler havia mort, i li va ordenar acabar amb el complot a Berlín. historiadors Aristotle Kallis i Peter Hoffmann indiquen que el paper de Goebbels en el fracàs del cop va ser sobreestimat posteriorment, ja que la seva intervenció amb la trucada telefònica no va ser la causa principal. En primer lloc, la possibilitat d'èxit es va reduir perquè Hitler romania amb vida. Segon, els conspiradors no van poder prendre completament la radiodifusió i les telecomunicacions, el que va permetre al Alt Comandament de la Wehrmacht prendre contramesures. Finalment, la notícia que Hitler havia sobreviscut es va difondre a les 17:42 h, però la trucada telefònica Remer amb Hitler no es va produir fins a les 18:35-19:00 h. Sis dies després, Goebbels va explicar la seva versió dels fets en un discurs transmès per ràdio. Finalment, l'atemptat va afavorir els que havien estat pressionant per un canvi d'estratègia: Bormann, Goebbels, Himmler i Speer.
El 25 de juliol, Goebbels va ser nomenat "plenipotenciari per a la guerra total" (Generalbevollmächtigten für den totalen Kriegseinsatz), amb la fèrria oposició de Göring. Ara estava a càrrec d'augmentar al màxim la mà d'obra a la Wehrmacht i la indústria d'armaments, a costa de sectors econòmics no crucials per al esforç de guerra. Amb aquesta reestructuració, va ser capaç d'alliberar gairebé mig milió d'homes per al servei militar, però, pel fet que molts d'aquests nous reclutes procedien de la indústria armamentística, el trasllat entrava en conflicte amb el ministre d'Armaments, Albert Speer. Els treballadors sense formació d'altres departaments no s'adaptaven fàcilment a la indústria d'armaments i, de la mateixa manera, els nous reclutes de la Wehrmacht esperaven el seu torn a les casernes per a ser entrenats. El 18 d'octubre de 1944, a petició de Hitler, es va formar el Volkssturm (lit., "forces civils d'assalt"), una milícia d'homes alemanys que abans es consideraven no aptes per al servei militar. Goebbels va anotar en el seu diari que uns 100.000 membres del Volkssturm van prestar jurament al seu Gau, però aquests homes, majoritàriament d'edats compreses entre els 45 i 60 anys, només van rebre entrenament rudimentari i molts no estaven armats correctament. Segons l'historiador Richard J. Evans, la idea que aquests soldats poguessin servir eficaçment en el front contra els tancs i artilleria soviètics no era «gaire realista», de manera que el programa no va tenir molt suport.
Van sorgir esperances en una guerra submarina, que van ser abandonades el 1943. Aquest mateix any es van anunciar noves "armes miraculoses" (Wunderwaffe), que molts esperaven que susciten un punt d'inflexió en la guerra. No obstant això, quan finalment es van posar en ús el juny de 1944, van tenir poc efecte. Al desembre de 1944 Goebbels va esmentar en el seu diari que la batalla de les Ardenes acabaria resultant en una "aclaparadora victòria" alemanya, una "Cannae de proporcions inimaginables ". No obstant això, van escassejar el combustible i les municions i la inferioritat en l'aire era irremeiable. En aquell moment, va considerar que aquests problemes eren irrellevants i, després d'una reunió amb Hitler, va anotar al seu diari: "Les bateries es recarreguen una altra vegada". Mentre avançava la guerra l'escepticisme de Goebbels creixia i, amb una mica de retard, la població alemanya va conèixer el desastre del operació militar. 399 A aquest fracàs es va unir poc després l'ofensiva del Vístula-Oder llançada per l'Exèrcit Roig, que va empetitir la propaganda nazi a publicacions defensives i amb possibles conseqüències d'una victòria dels enemics. Hitler era presentat com el garant de la victòria, però això es va tornar inversemblant en vista dels continus mals resultats.

## Derrota i suïcidi

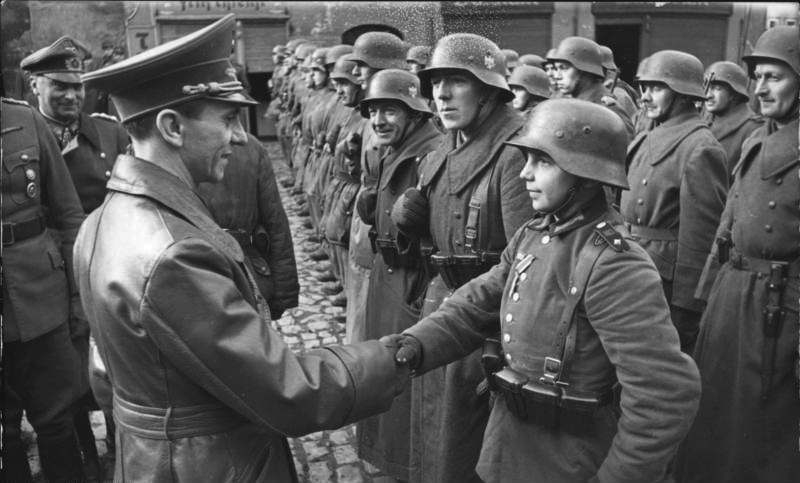
Goebbels saluda el jove Willi Hübner, de només 16 anys, guardonat amb la Creu de Ferro de 2a classe durant els combats per la ciutat el març de 1945, a Lauban (Baixa Silèsia).

En els últims mesos de la guerra, els discursos i publicacions de Goebbels van adquirir un to cada vegada més "apocalíptic" i cridava als ciutadans a "suportar amb valentia la batalla per arribar a la grandesa". A principis de 1945, amb els soviètics al riu Oder i la resta de potències aliades preparant-se per creuar el Rin, ja no podia amagar el fet que la derrota era inevitable. Berlín tenia poques fortificacions, artilleria i unitats del Volkssturm, ja que gairebé tot el que havia ser enviat al front de guerra. El 21 de gener, va anotar en el seu diari que milions d'alemanys estaven fugint cap a l'oest. Amb Hitler va discutir la proposta de negociar la pau amb les potències occidentals, però el líder nazi va rebutjar novament aquesta idea. En privat, Goebbels estava indecís sobre insistir en l'assumpte, ja que no volia perdre la confiança del Führer. Quan altres líders nazis van recomanar a Hitler abandonar la capital i establir un nou centre de resistència al reducte nacional a Baviera, Goebbels es va oposar i va dir que farien una "última resistència heroica" a Berlín. La seva família es va traslladar a la seva residència a Berlín al espera de la fi. El seu fillastre Harald Quandt, primogènit de Magda del seu anterior matrimoni, havia servit a la Luftwaffe i va caure presoner davant les forces aliades.
Deutschland wird diesen furchtbaren Krieg überstehen, aber nur dann, wenn unser Volk Beispiele vor Augen hat, an denen es sich wieder aufrichten kann. Ein solches Beispiel wollen wir geben. […] Du darfst in Zukunft nur eine Aufgabe kennen, Dich des schwersten Opfers, das wir zu bringen bereit und entschlossen sind, wert zu erweisen. Ich weiß, daß Du das tun wirst. Lass Dich nicht vom Lärm der Welt, der nun einsetzen wird, verwirren. Die Lügen,  [sic] werden eines Tages in sich zusammenbrechen und über ihnen wieder die Wahrheit triumphieren. Es wird die Stunde sein, da wir über allem stehen, rein und makellos, so wie unser Glaube und Streben immer gewesen ist.

Alemanya sobreviurà a aquesta terrible guerra, però només si el nostre poble té al cap exemples en els que pot aixecar-se de nou. Volem donar tal exemple. […] En el futur, és possible que únicament pensis en una tasca, que és demostrar com de digne és el major sacrifici al que estem disposats i decidits a aportar. Sé que faràs això. No et confonguis amb el soroll del món que està per començar. Les mentires algun dia col·lapsaran i triomfarem sobre elles de nou. Serà l'hora en que estarem per damunt de tot, purs i immaculats, tal com sempre ha estat la nostra fe i aspiració.

Carta al seu fillastre Harald Quandt 
Possiblement, Goebbels va discutir amb la seva dona el suïcidi i el destí dels seus fills durant una llarga reunió que van tenir en la nit del 27 de gener. Ja havia esmentat les seves intencions de suïcidar-se en juny de 1943. Per exemple, en un editorial d'octubre de 1944, va escriure: "Per a una persona, res seria més fàcil que acomiadar d'aquest món". El 28 de febrer de 1945 va declarar en un discurs per ràdio que "moriria amb els seus fills defensant la ciutat capital"". En conseqüència, al març Hitler li va permetre quedar-se a Berlín durant el setge amb la família. Goebbels entenia que els Aliats castigarien els actes comesos pel règim i no tenia intencions de submissió a la "debacle" d'un judici. Va cremar els seus documents privats en la nit del 18 d'abril.
En els últims dies, Goebbels tractava d'animar a Hitler i li va dir que tindrien un "miracle de la providència" després de la mort del president dels Estats Units, Franklin Delano Roosevelt, el 12 d'abril, tal com havia ocorregut en 1762. No se sap si Hitler va considerar seriosament aquest esdeveniment com un punt d'inflexió quan Goebbels hi va comunicar. Per aquests dies, va obtenir la posició que tant havia desitjat feia temps: estar al costat de Hitler. Göring va ser deshonrat per insinuar la incompetència de Hitler al búnquer, encara que no va ser desposseït dels seus càrrecs oficials fins al 23 d'abril. Himmler, el nomenament del qual com a comandant del Grup d'Exèrcits Vístula havia conduït a la derrota al Oder, també havia perdut el favor del Führer.
La major part del cercle proper d'Hitler –Göring, Himmler, Ribbentrop i Speer, entre d'altres- s'estava preparat per abandonar la capital immediatament després de la celebració del aniversari del Führer (20 d'abril). Fins i tot Bormann, el secretari personal de Hitler, "no estava ansiós" de seguir amb ell fins al final. El 22 d'abril, Hitler va anunciar que romandria a Berlín i es pegaria un tret al cap. Aquest mateix dia, Goebbels es va traslladar amb la seva família al Vorbunker, connectat al búnquer del Führer sota el jardí de la Cancelleria del Reich al centre de la capital; Al búnquer, havien improvisat un dormitori amb 6 llits per als nens que passaven la major part del temps jugant amb Eva Braun, Traudl Junge i alguns gossos, com Blondi, el gos de Hitler. Hitler va oferir un avió a la família Goebbels perquè s'escapés, però Magda i el seu marit es van negar a abandonar Berlín. Goebbels va dir al vicealmirall Hans-Erich Voss que no entretindria amb la idea de lliurar-se als Aliats o fugir. El 23 d'abril, Goebbels va fer un anunci públic en què va instar els berlinesos a defensar-se durant els atacs a la capital, ja que en aquest moment els soviètics estaven a pocs dies d'arribar a la Cancelleria del Reich. Després de la mitjanit del 29 d'abril, Hitler es va casar amb Eva Braun en una petita cerimònia civil al Führerbunker i va organitzar un modest esmorzar de noces amb la seva nova esposa. Va cridar a la seva secretària, Traudl Junge, a una altra habitació i va dictar la seva última voluntat i testament; Goebbels i Bormann van estar presents com a testimonis. En el testament, Hitler va decidir no triar un nou Führer o líder del NSDAP i, al seu lloc, el càrrec de canceller del Reich va ser delegat a Goebbels, Karl Dönitz (qui es trobava a Plön) va ser nomenat president del Reich i Bormann va ocupar el Ministeri del NSDAP. Goebbels va escriure una postdata en el testament declarant que "es negava categòricament" a obeir l'ordre de Hitler d'abandonar Berlín i era "la primera vegada a la vida" que no compliria amb les ordres de Hitler. Es va sentir obligat a romandre amb ell "per raons d'humanitat i lleialtat personal" i que amb la seva dona i fills "acabarien les seves vides al costat del Führer".
A mitja tarda del 30 d'abril, Hitler es va suïcidar amb un tret al cap. Goebbels es va deprimir per la seva mort i, segons el sergent major Rochus Misch, va esmentar que caminaria pel jardí de la Cancelleria del Reich fins que els bombardejos russos el matessin. Voss va relatar que Goebbels va dir: "És lamentable que un home com aquest ja no estigui més temps entre nosaltres i que no pugui fer més per nosaltres. Ara tot està perdut i l'única sortida que ens queda és la que Hitler va triar. Vaig a seguir el seu exemple". Seguit d'això, Goebbels, Bormann i alguns oficials presents al búnquer van decidir enviar al general Hans Krebs, qui podia parlar rus, a negociar un armistici amb els soviètics. Al voltant de les 03: 00-04: 00 h, Krebs i el coronel Theodor von Dufving van arribar a la caserna soviètica sota una bandera blanca per entrevistar-se amb el comandant del 8è Exèrcit de Guàrdies, general Vassili Txuikov, amb instruccions de lliurar-li una carta signada per Bormann i Goebbels informant sobre la mort de Hitler i sol·licitant la treva. No obstant això, Txuikov no estava disposat a acceptar els termes de la carta ni a negociar amb Krebs, ja que seguia les ordres de Stalin d'exigir la rendició incondicional dels alemanys. A causa que no tenia autorització per capitular, Krebs va tornar al búnquer. En conèixer la notícia, Goebbels va determinar que més esforços serien inútils, perquè ell no permetria la rendició incondicional. En el transcurs del matí de l'1 de maig, Bormann i Goebbels van enviar missatges de ràdio a Dönitz informant sobre la mort de Hitler: "Diguin-li a Dönitz que no només som capaços de viure i lluitar, sinó també de morir", va dir Goebbels a Hans Baur, pilot personal de Hitler. En el seu testimoni, Voss va relatar el que va passar a la seva sortida del búnquer: "[…] mentre m'acomiadava, li vaig demanar a Goebbels que s'unís a nosaltres. Però ell va respondre: "Un capità mai abandona el seu vaixell que s'enfonsa. He pensat en tot i vam decidir romandre aquí. No tinc on anar, perquè amb els nens petits no podré escapar, sobretot amb una cama com la meva ... "".

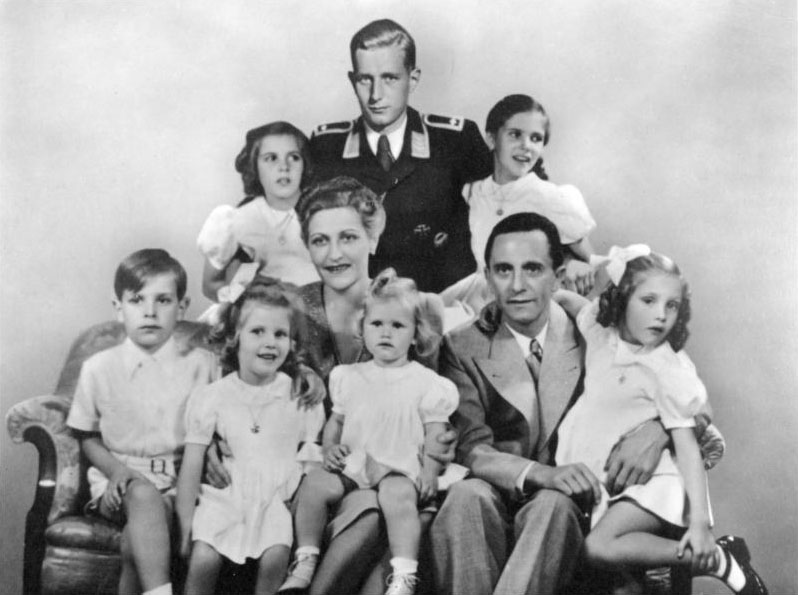
Goebbels va afegir al seu fillastre Harald Quandt, absent a causa del servei militar, en aquesta foto manipulada de 1944.

L'1 de maig a la nit, després de vuit dies de permanència en el búnquer, Goebbels va cridar a un dentista de les SS, Helmut Kunz, per injectar morfina als sis nens i així, quan estiguessin inconscients, esclafar una ampolla de cianur en cadascuna de les seves boques. Algunes versions indiquen que va enverinar el menjar amb verí encobert en xocolata; altres, que van rebre una injecció que van fer passar per vacuna.Segons el testimoni de Kunz, ell només va injectar morfina als nens i van ser Magda Goebbels i Ludwig Stumpfegger, metge personal de Hitler, els qui els van administrar les ampolletes. Al voltant de les 20: 30-20: 40 h, Goebbels i la seva dona van abandonar el búnquer i van caminar fins al jardí de la Cancelleria, on es van suïcidar. Existeixen diverses versions diferents d'aquest esdeveniment: en una, la més coneguda, Goebbels va disparar l'arma contra la seva dona i després es va suïcidar; en una altra versió, primer van prendre una mica de les ampolletes de cianur i immediatament uns soldats els van donar el tret de gràcia. El 1948, Günther Schwägermann, ajudant de Goebbels, va testificar que la parella caminava davant seu pujant escales i va sortir a jardí de la Cancelleria. Schwägermann va esperar en el buit de les escales i va sentir els trets. Després, va pujar i, un cop fora, va veure els cossos sense vida del matrimoni. Sota ordres prèvies, un soldat de les SS va disparar diverses vegades al cos de Goebbels per rematar-lo. Seguint les ordres de Goebbels, van tractar d'incinerar els cossos amb gasolina per evitar que fossin objecte d'humiliacions o exhibicions públiques, però les restes no es van cremar ni van ser enterrats, i, per tant, van ser de fàcil identificació pels oficials soviètics. També hi ha el testimoni d'un dels empleats del búnquer, el mecànic Johannes Hentschel, qui més tard va explicar a Misch que Goebbels es va suïcidar a la seva habitació al búnquer, després d'una acalorada discussió, i Magda al Vorbunker, a les primeres hores del 2 de maig.
La mort de Goebbels va eliminar l'últim obstacle que impedia al general Helmuth Weidling, últim comandant del àrea defensiva de Berlín, acceptar els termes de rendició incondicional de la seva guarnició, però va triar retardar la petició fins l'endemà al matí per permetre que els seus subordinats fugissin a la nit. La batalla de Berlín va durar fins al 2 de maig i va suposar grans pèrdues per a tots dos bàndols. L'Exèrcit Roig va tenir unes baixes de més de 350.000 soldats, mentre que les baixes alemanyes només s'han pogut estimar en aproximadament 100.000. Uns dies més tard, Voss va ser portat de tornada al búnquer pels soviètics per identificar els cadàvers parcialment carbonitzats de Joseph i Magda Goebbels i els dels seus fills. Les seves restes i les de Hitler, Eva Braun, el general Krebs i els gossos de Hitler van ser enterrats i exhumades en diverses ocasions. L'últim enterrament va tenir lloc a les instal·lacions del SMERSH a Magdeburg, el 21 de febrer de 1946. El 1970, Iuri Andrópov, director del KGB, va autoritzar una operació per destruir les restes. El 4 d'abril de 1970, un equip de la KGB va utilitzar mapes detallats del enterrament per exhumar 5 taüts de fusta en les instal·lacions de Magdeburg. El contingut de les caixes va ser incinerat, aixafat i llançat a el riu Biederitz, un afluent proper a l'Elba. 

## Antisemitisme, complicitat en l'Holocaust i llegat

### L'antisemitisme de Goebbels

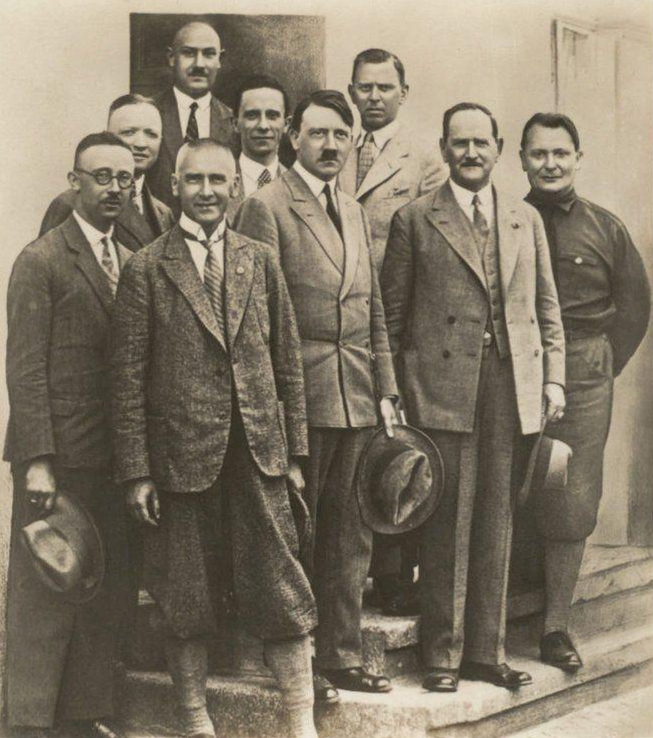
Fotografia d'alguns líders nazis reunits a la vila turística de Bad Elster. D'esquerra a dreta: Himmler, Mutschmann, Frick, Goebbels, Hitler, Schaub, Epp i Göring.

A l'igual que molts alemanys del època, Goebbels tenia tendències antisemites des de molt jove, encara que això no va evitar que tingués una relació amistosa amb Else Janke, qui era meitat jueva, ni provocar problemes amb el seu assessor de tesi doctoral Max Freiherr von Waldberg, també d'ascendència jueva. Després d'unir-se al NSDAP i conèixer a Hitler, el seu antisemitisme va créixer i es va fer més radical. Veia als jueus com una "força destructiva" amb efectes negatius en la societat alemanya. No obstant això, l'antisemitisme de Goebbels no era com el de Hitler, predominantment racista; en el seu lloc, les bases eren nacionalistes i anticapitalistes, Desenvolupades en els seus anys amb Strasser. Per explicar aquest punt, l'historiador Helmut Heiber diu: "L'antisemitisme de Goebbels no era com el de la seva Führer . […] La seva hostilitat cap als jueus va ser adquirida quan es va unir a el partit i la va utilitzar com a eina política. […] La seva lluita no era metafísica com la de Hitler, sinó que era més intel·lectual, […] contra el dimoni plàstic de la corrupció jueva". Un altre historiador, Christian T. Barth, conclou que l'antisemitisme de Goebbels era una "barreja d'elements polítics pragmàtics i ideològics fanatitzats". Segons Goebbels, els jueus -com "elements forans" - no tenien mentalitat nacionalista i va creure que lliurarien el país als seus enemics. També els odiava pel seu poder monetari: "Els diners són la força del mal i el jueu és el seu satèl·lit", però també va indicar en el seu diari que trobaria resistència per "grups burgesos amics dels jueus" i, per tant, " la lluita de classes no acabaria amb la simple eliminació [dels jueus]".
Després que els nazis van prendre el poder, va pressionar insistentment a Hitler a prendre mesures contra els jueus; però, malgrat al seu extrem antisemitisme, Goebbels considerava que el racisme biològic era «una bajanada del materialisme racial» i innecessari per al nacional-socialisme, que la ideologia d'Himmler era «en molts aspectes, demencial» i considerava que les teories d'Alfred Rosenberg eren «ridícules». Per això, no confiava plenament en els anomenats «aris« que el sector racista del NSDAP defensava. En un viatge a Suècia, per exemple, Goebbels veia amb menyspreu a la «raça rossa»: «Per fora són germànics, per dins meitat jueus».

### Persecució dels jueus
Un dels objectius del NSDAP era excloure els jueus a la vida cultural i econòmica alemanya i, per tant, eliminar-los de tot el país. A més de les seves activitats a la propaganda antisemita,Goebbels va promoure activament la persecució dels jueus mitjançant els pogroms, legislacions i altres accions. A Berlín va instituir mesures discriminatòries durant els primers anys del règim nazi, que incloïen prohibicions per utilitzar el transport públic, exigir que les botigues jueves col·locaran avisos distintius, rebutjar-la entrada a circs, zoològics, piscines, etc., i mesures més severes com l'expropiació de "grans habitatges".
Ich bin der Überzeugung, dass ich mit der Befreiung Berlins von den Juden eine meiner größten politischen Leistungen vollbracht habe.

Estic convençut que un dels meus majors assoliments polítics és l'alliberament de [la presència] dels jueus a Berlín.
Comentaris de Goebbels al abril de 1943
Per ordres del Ministeri de Propaganda, la Reichskulturkammer (Cambra de Cultura del Reich) va intentar eliminar els jueus del àmbit cultural, però això va resultar més complicat del que Goebbels havia pensat inicialment. Amb les lleis racials de 1935 (Nürnberger Rassengesetze) va poder discriminar els descendents de jueus i els alemanys que es casaven amb dones d'aquest grup ètnic. En una conversa amb el Gauleiter de Turíngia, Fritz Sauckel, Goebbels va manifestar que es "desfaria de la nosa" per als "autèntics" artistes alemanys. Al maig de 1938 va lliurar un memoràndum a el cap de la Policia de Berlín, Wolf-Heinrich von Helldorff, per aplicar controls sorpresa i persecució als jueus.
El 7 de novembre de 1938, el diplomàtic alemany Ernst von Rath va ser assassinat a París per Herschel Grynszpan, un jove jueu d'origen polonès a venjança per la deportació de 12.000 jueus a Polònia. En En la nit del 8 de novembre, la situació es va aguditzar per un discurs de Goebbels en un acte del NSDAP on indirectament va cridar als membres del partit a estimular la violència contra jueus en una sèrie espontània i encoberta d'actes vandàlics. Aproximadament un centenar de jueus van morir, en van detenir 80.000 més en batudes, diversos centenars de sinagogues van ser malmeses o destruïdes i milers de botigues de jueus van quedar destrossades a Alemanya i Àustria en un esdeveniment conegut com la "Nit dels vidres trencats" (Kristallnacht). La policia va rebre instruccions precises de detenir únicament a jueus, protegir els negocis de "ciutadans alemanys" i ignorar la destrucció dels comerços de jueus. Al voltant de 30.000 homes jueus van ser enviats a camps de concentració. L'agitació es va aturar després de la conferència celebrada el 12 de novembre, on Göring va dir que la destrucció de la propietat jueva era, en efecte, la destrucció de propietat alemanya i que, al seu lloc, promulgarien lleis per expropiar i confiscar tot; també va estimar que la Kristallnacht va causar 220 milions de marcs en danys materials. Himmler, Speer i Rosenberg també van criticar durament Goebbels, perquè, entre altres coses, no els va consultar primer. Hitler i Goebbels van proposar que els jueus havien de sortir de país en un termini de deu anys; fins i tot van pensar en desterrar a una illa llunyana com Madagascar.
Goebbels va intensificar la seva campanya de propaganda antisemita i, el 30 de gener de 1939, va ajudar a escriure el discurs d'Hitler per al Reichstag:
| « | Wenn és dem Internationalen Finanzjudentum in- und außerhalb Europes gelingen sollte, die Völker noch einmal in einen Weltkrieg zu stürzen, dann würde dónes Ergebnis nicht die Bolschewisierung der Erde und damit der Sieg des Judentums sein, sondern die Vernichtung der jüdischen Rasse in Europa! | Si els jueus que dirigeixen les finances internacionals dins i fora d'Europa aconsegueixen llançar una vegada més a les nacions a una altra guerra mundial, la conseqüència no serà la bolxevització de la terra i, per tant, la victòria jueva, sinó l'aniquilació de la raça jueva a Europa. | » |

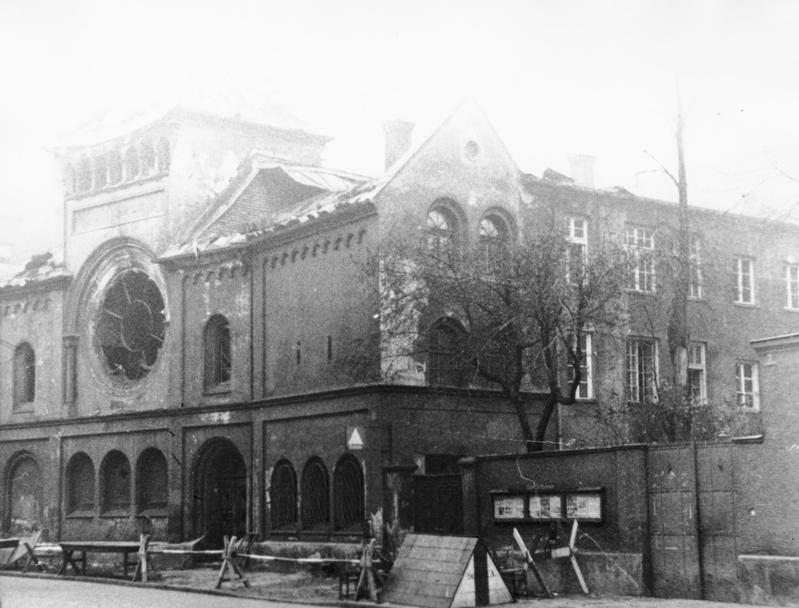
Ruïnes d'una sinagoga a Múnic després de la Nit dels vidres trencats (9-10 de novembre de 1938).

Encara que Goebbels intentava expulsar els jueus de Berlín des de 1935, per 1940 seguien vivint 62.000 d'ells a la ciutat. Part de la demora era a causa que es necessitaven com a treballadors en la indústria d'armaments. Les deportacions de jueus alemanys van començar al octubre de 1941, quan el primer camió de confinats partir de la ciutat el 18 d'octubre i alguns van morir afusellats immediatament en arribar als seus destins, com Riga i Kaunas. En la preparació de les deportacions, Goebbels va ordenar que tots els jueus alemanys fossin obligats per llei a portar una estrella groga (Judenstern) Com identificació a partir del 5 de setembre de 1941; a més, les racions de menjar en els guetos van ser reduïdes i els habitatges van ser assenyalades amb una marca distintiva. El 6 de març de 1942 va rebre una còpia de les actes de la Conferència de Wannsee, que va deixar ben clara la política nazi: la població jueva europea havia de ser enviada a camps d'extermini a les zones ocupades de Polònia i, posteriorment, erradicada. En les anotacions del seu diari personal mostren que era conscient el futur planejat per als jueus. El 27 de març de 1942 va escriure: "A grans trets, probablement es pot dir que el 60% [dels jueus] serà liquidat, mentre que el 40% es mantindrà en treballs forçats ... S'ha pres una decisió sobre els jueus, que és una barbaritat, però ben merescuda ".
Goebbels tenia freqüents discussions amb Hitler sobre aquest tema, que ho comentava gairebé sempre des que es van conèixer. A diferència d'altres membres de règim, no va tenir una participació significativa en la resposta al "problema jueu", però tenia coneixement del genocidi en els camps de concentració i el recolzava completament. De fet, va ser un dels pocs alts funcionaris del NSDAP en esmentar-ho públicament.

### Posteritat
El suïcidi de Goebbels va impossibilitar el seu enjudiciament, ja que havia meditat en aquesta solució l'any anterior a la derrota com l'única manera d'evitar la "vergonya internacional". No obstant això, els nazis capturats van revelar dades sobre la participació directa de Goebbels en les polítiques i procediments clandestins del Tercer Reich. Als judicis de Nuremberg tampoc es va incloure a Hitler, Himmler i altres que s'havien suïcidat o desaparegut abans de començar el procés judicial. Un dels secretaris de Goebbels, Hans Fritzsche, va ser detingut pels soviètics i processat per crims de guerra i lesa humanitat. En l'audiència va dir que aquestes acusacions eren "absurdes" i que estava sent tractat com "substitut de Joseph Goebbels, a qui realment volien condemnar". El 30 de setembre de 1946 va ser absolt per falta de proves. Durant i després la Segona Guerra Mundial, els Aliats van divulgar contrapropaganda denunciant "mentides" i "calúmnies" que Goebbels va dir contra ells. A causa d'això, els fets reals van ser distorsionats i barrejats amb falsedats i, com a resultat, el cognom Goebbels s'utilitza com a estereotip polític per desacreditar persones que suposadament fan servir propaganda enganyosa i exagerada o discursos persuasius i mètodes molt controvertits.

## Vida privada

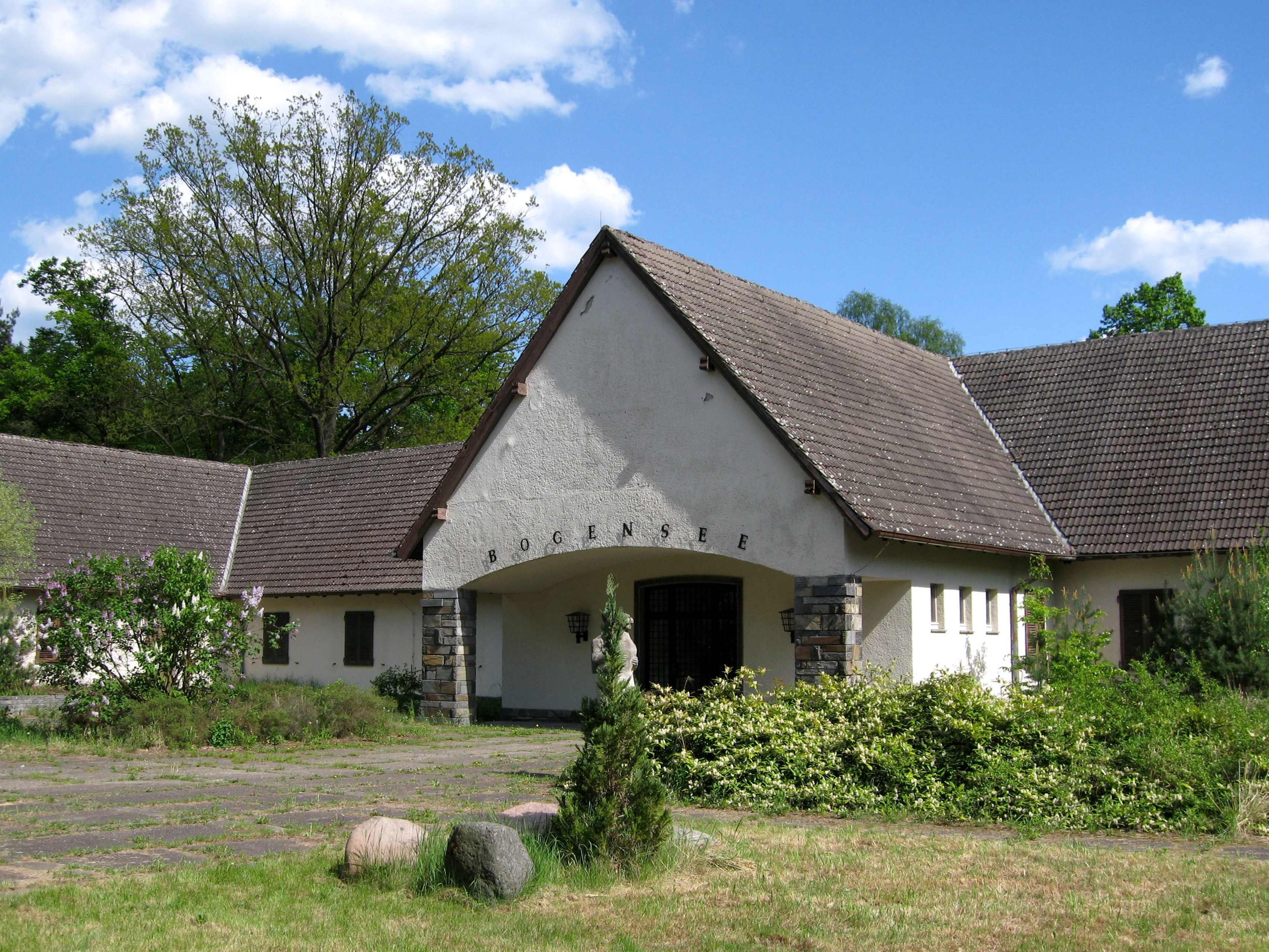
Villa Bogensee, una de les seves residències a la perifèria de Berlín.

El sou de ministre de Propaganda li va permetre tenir un estil de vida opulent. Al juny de 1933 va adquirir un apartament a la Hermann-Göring-Straße (avui Ebertstraße) que el seu company Albert Speer va reformar. Tres anys després, va comprar una costosa propietat al illa residencial de Schwanenwerder (Wannsee) i allí va construir una vil·la. Això va ser possible pels ingressos provinents de l'editorial del partit, Eher-Verlag, que va adquirir els drets per a la publicació dels seus diaris. En 1938 va forçar al seu veí Samuel Goldschmidt, un banquer jueu, al fet que li vengués la seva propietat a un preu molt baix. A Berlín, Goebbels va adquirir una cabana de fusta en una gran parcel·la davant el llac Bogensee i va afegir una casa de camp que visitava ocasionalment. En l'estiu de 1939 va comprar una nova residència palatina a un cost de 3.2 milions de marcs.
La família Goebbels incloïa a Harald Quandt -nascut el 1921, fill del primer matrimoni de Magda i l'únic que va sobreviure a la guerra—, Helga Susanne (1932), Hildegard "Hilde" Traudel (1934), Helmut Christian (1935), Holdine "Holde" Kathrin (1937), Hedwig "Hedda" Johanna (1938) i Heidrun "Heide" Elisabeth (1940). Els seus noms començaven amb la lletra H per commemorar el cognom del Führer. Eren filmats, fotografiats i promocionats durant el règim com l'ideal ari. Hitler li tenia molt afecte a Magda i els nens i gaudia la seva estada al apartament de Goebbels a Berlín. Magda tenia una estreta amistat amb Hitler i aviat es va convertir en la representant no oficial de règim, ja que rebia cartes de dones de tot Alemanya amb preguntes sobre assumptes nacionals, com la custòdia de menors.

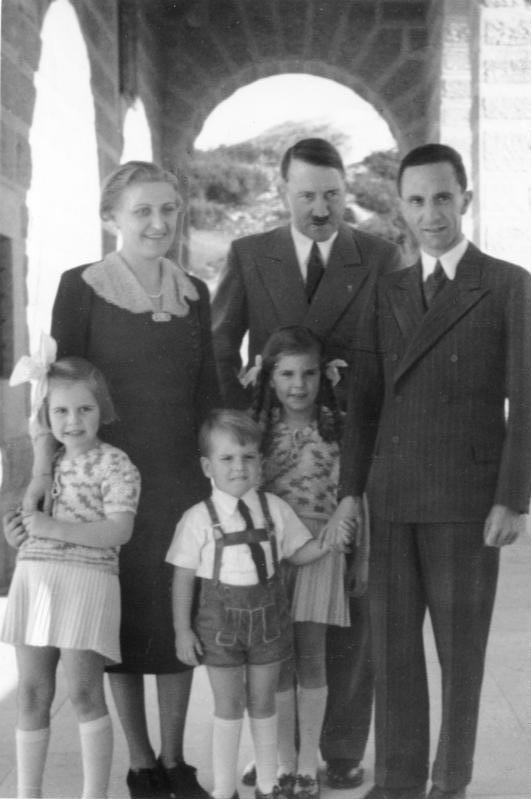
Imatge presa després de la reconciliació del matrimoni, al costat de Hitler en 1938.

El 1936, Goebbels va conèixer al actriu txecoslovaca Lída Baarová i, durant l'hivern de 1937, va tenir un breu romanç amb ella. Tenia pensat canviar el seu lloc de ministre pel d'ambaixador al Japó i casar-se amb ella. El 15 d'agost de 1938, Hitler va tenir una llarga conversa amb Magda respecte a aquesta qüestió. . No disposat a suportar un escàndol que involucrés a un dels seus principals ministres, va exigir a Goebbels que posés fi a aquesta relació adúltera. A partir de llavors, Joseph i Magda van semblar estar en una treva. No obstant això, el matrimoni va tenir una altra crisi a finals de setembre i, un cop més, Hitler es va involucrar i ha insistit que havien de romandre junts. L'octubre d'aquest any va organitzar una sessió de fotos del matrimoni Goebbels reconciliat al seu costat. Goebbels va pensar que amb el naixement de la seva sisena filla, Heide, la seva reconciliació seria definitiva. Magda també va mantenir algunes aventures amoroses, com la seva relació amb Kurt Lüdecke el 1933  o Karl Hanke el 1938, en qui va tractar de buscar consol durant la primera crisi.
El novembre de 1942, l'enginyer Hansheinrich Kummerow va ser arrestat per intentar assassinar Goebbels. Kummerow treballava per al empresa electrònica Loewe-Ràdio-AG i pertanyia a el grup d'espies comunistes Orquestra Roja (Roten Kapelle). El seu pla era col·locar una bomba accionada amb control remot en un pont al illa de Schwanenwerder i detonar-quan l'automòbil de Goebbels travessés el llac, però Kummerow va ser descobert en l'acte i detingut. El 18 de desembre de 1942, el Tribunal Marcial del Reich el va sentenciar a morir a la guillotina i, el 4 de febrer de 1944, va ser executat a Halle. Després d'aquest incident, Goebbels va fortificar la seva residència al illa, va ordenar inspeccionar acuradament als visitants i la seva família va rebre més protecció. Així mateix, Hitler li va regalar un Mercedes blindat com a regal de Nadal.
Un dels biògrafs de Joseph Goebbels, Peter Longerich -catedràtic d'Història Contemporània de la Universitat de Londres-, explica que Goebbels patia "un trastorn narcisista de la personalitat que li feia buscar de manera addictiva el reconeixement i l'elogi", el que explicaria, segons el biògraf, la seva "gairebé absoluta devoció a Hitler, la seva obsessió amb la seva pròpia imatge i el fet que passés una considerable part de temps embrancat en llargues batalles contra els seus competidors al entorn de Hitler"". A causa del seu paper protagonista per al NSDAP i, a la seva lleialtat a Hitler, es va convertir en un dels seus més fidels amics. No obstant això, Longerich afirma: "No crec que Hitler tingués cap amic personal. I en el cas de Goebbels, admirava a Hitler i era extremadament depenent d'ell. No anomenaria a això amistat". Goebbels va tenir desencontres amb diversos assessors de Hitler, com la cineasta Leni Riefenstahl, qui el 1936 va exigir a el Ministeri de Propaganda un important finançament per les seves pel·lícules.

## Publicació del seu diari

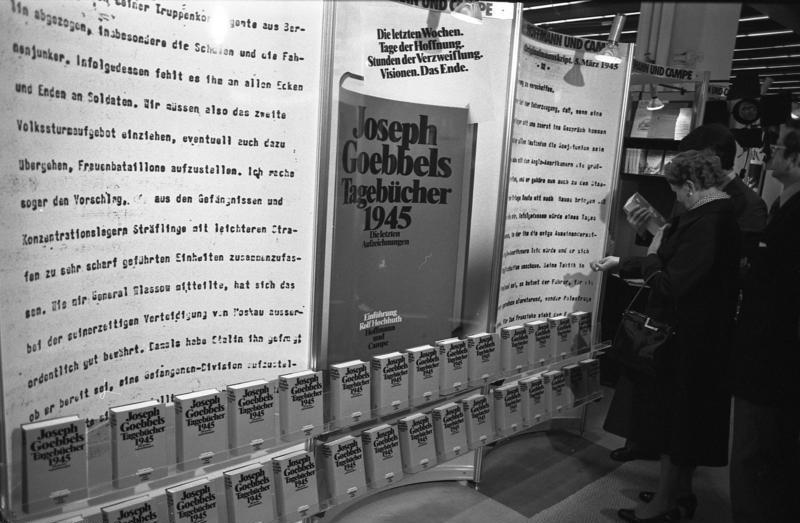
Llançament d'una edició del diari de Goebbels a la Fira del Llibre de Frankfurt de 1977.

El diari en el qual va treballar gairebé tota la seva vida, elaborat des d'octubre de 1923 fins a la seva mort, contenia entre 6.000 i 7.000 pàgines manuscrites i 50.000 mecanografiades. L'historiador Toby Thacker -catedràtic d'Història Moderna d'Europa a la Universitat de Cardiff - va esmentar que "Goebbels era conscient que el seu diari personal era un document històric important i tenia esperances de tornar a treballar alguns passatges per a una futura publicació, pel que dedicava hores per a cada entrada". La majoria d'aquests papers va ser destruïda durant els bombardejos dels Aliats sobre la Cancelleria del Reich a Berlín. A partir dels fragments, l'Institut für Zeitgeschichte (lit., "Institut d'Història Contemporània"; abreujat IfZ) i, posteriorment, la investigadora Elke Fröhlich van publicar a Múnic diversos volums compilatoris el 1948, 1960 i 1977. El 1987, el IfZ i Fröhlich van presentar una versió més completa: Die Tagebücher von Joseph Goebbels. Sämtliche Fragmenti (quatre volums).  El 1992, Fröhlich va descobrir als arxius de Moscou unes làmines de vidre que Goebbels va usar per guardar part dels seus textos en plaques de microfitxes. A partir d'aquests documents recuperats es va publicar una nova edició de 29 volums entre 1992 i 2005, amb nombroses esmenes a 2007 i 2008.
Segons una crítica del historiador Hans Günter Hockerts el 1999, el material original és "una font valuosa d'història del nacionalsocialisme", com el "testimoni en primera persona i durant dues dècades contínues d'aquest líder polític nazi" i que té una " presentació única ". Longerich va destacar la importància dels diaris per la seva "perspectiva interna del estructura de poder nazi" i una "vista sense obstruccions del dictador". De fet, la historiadora Angela Hermann va esmentar que amb aquest diari personal les noves publicacions sobre el període nazi compten amb "informació que abans no estava disponible". No obstant això, per al investigador Bernd Sösemann aquestes edicions del IfZ no tenen crítiques de fonts i, en gran manera, "no compleixen amb les exigències que caracteritzen de manera conceptual, metodològica i substantiva a una edició científica".
El 2010, Longerich va emfatitzar la importància excel·lent dels diaris per les "percepcions sobre l'interior del estructura de poder nacionalsocialista" i l'exactitud de les dates en les entrades, reunions amb diverses persones involucrades i també el contingut bàsic dels seus "enregistraments de les converses". No obstant això, segons Longerich, el principal problema dels diaris és que "representen l'intent conscient el propagandista Goebbels de crear una font principal per a una història escrita posterior del nacionalsocialisme i, en particular, influir massivament, si no controlar, la interpretació futura del seu propi paper històric ". Anton Ritthaler ja havia expressat aquesta opinió en 1949 en una revisió de la primera edició del diari, que veia com "notícies i reflexions [que] ja estaven rebutjades per la seva publicació en el moment de la redacció", ja que la intenció de Goebbels era "presentar-se al endemà, després de superar feliçment el perill, com la màquina superior, el lluitador incansable, l'admirador constant del líder, en resum: com la roca trencant les onades", de manera que els continguts eren vigorosament estilitzats en aquesta direcció. En la seva dissertació de 2008 sobre els diaris de Goebbels de 1938 i 1939, Hermann va concloure que aquests esdeveniments essencialment reprodueixen esdeveniments que corresponen a el nivell d'informació que tenia Goebbels.
L'agost de 1955, el financer suís François Genoud va obtenir el permís dels familiars de Goebbels per al ús exclusiu dels diaris. El 2002, Sösemann ha criticat que el IfZ aconseguís una ràpida publicació dels volums "mitjançant arranjaments sospitosos amb l'admirador de Goebbels, François Genoud". Poc abans de suïcidar-se el 1996, Genoud va transferir a la seva antiga assessora legal Cordula Schacht, filla d'el ministre d'Economia de Hitler, Hjalmar Schacht, "el control exclusiu dels drets d'autor de les obres de Joseph Goebbels", que abasten els seus diaris, obres de teatre i poemes. Schacht comparteix la meitat de les regalies amb els hereus de Goebbels.

## Obres
Bibliografia seleccionada de Joseph Goebbels, ordenada des de la primera edició. S'inclouen algunes transcripcions dels seus discursos i la publicació pòstuma del seu diari.
Textos publicats
- Das kleine abc des Nationalsozialisten. Freiheit und Brot! (en alemany).  Elberfeld: Verlag der Arbeitsgemeinschaft Nordwest, 1925. OCLC 719003722.
- Die zweite Revolution. Briefe an Zeitgenossen (en alemany).  Zwickau: Streiter-Verlag, 1926. OCLC 931986132.
- Wege ins Dritte Reich. Briefe und Aufsätze für Zeitgenossen (en alemany).  Múnich: Franz-Eher-Verlag, 1927. OCLC 931986286.
- „Der Nazi-Sozi“ – Fragen und Antworten für den Nationalsozialisten (en alemany).  Elberfeld: Verlag der Nationalsozialistischen Briefe, 1927.
- Das Buch Isidor. Ein Zeitbild voll Lachen Haß (en alemany). [Coautor: Hans Schweitzer].  Múnich: Franz-Eher-Verlag, 1928.
- Michael. Ein deutsches Schicksal in Tagebuchblättern (en alemany).  Múnich: Franz-Eher-Verlag, 1929. OCLC 902218893.
- Revolution der Deutschen – 14 Jahre Nationalsozialismus (Reden) (en alemany). [Fotografía de la cubierta: Hein Schlecht].  Oldemburgo: Verlag Gerhard Stalling, 1933. OCLC 721132221.
- Reden aus Kampf und Sieg – „Goebbels spricht“ (en alemany). 45/46.  Oldemburgo: Verlag Gerhard Stalling, 1933. OCLC 751185319.
- Vom Kaiserhof zur Reichskanzlei. Eine historische Darstellung in Tagebuchblättern (vom 1. Januar 1932 bis zum 1. Mai 1933) (en alemany).  Múnich: Franz-Eher-Verlag, 1934. OCLC 67486634.
- Signale der neuen Zeit. 25 ausgewählte Reden (en alemany).  Múnich: Franz-Eher-Verlag, 1934. OCLC 836554927.
- Das erwachende Berlin (en alemany). [Fotomontaje: Hella Koch-Zeuthen].  Múnich: Franz-Eher-Verlag, 1934. OCLC 837007692.
- Kommunismus ohne Maske. Dr. Goebbels auf dem Reichsparteitag 1935 (en alemany).  Berlín: M. Müller & Sohn, 1935. OCLC 39273097.
- Der Angriff. Aufsätze aus der Kampfzeit (en alemany). [Compilación e introducción: Hans Schwarz van Berk].  Múnich: Franz-Eher-Verlag, 1935. OCLC 80340825.
- Wetterleuchten. Aufsätze aus der Kampfzeit (en alemany). [Edición: Georg-Wilhelm Müller].  Múnich: Franz-Eher-Verlag, 1939. OCLC 632271241.
- Die Zeit ohne Beispiel. Reden und Aufsätze aus den Jahren 1939/40/41 (en alemany).  Múnich: Franz-Eher-Verlag, 1941. OCLC 638198829.
- Der steile Aufstieg. Reden und Aufsätze aus den Jahren 1942/43 (en alemany).  Múnich: Franz-Eher-Verlag, 1943. OCLC 792809391.

Textos inèdits
- Der Lenz und ich und Du (poesía, sin fecha)
- Der Mutter Gebet. Ein Idyll aus dem Kriege (sin fecha)
- Bin ein fahrender Schüler, ein wüster Gesell (novela, 1917)
- Judas Iscariot (drama, 1918)
- Heinrich Kämpfert (drama, 1919)
- Die Saat (drama, 1920)
- Wilhelm von Schütz als Dramatiker. Ein Beitrag zur Geschichte der Romantischen Schule (tesis, 1921)
- Der Wanderer. Ein Spiel in einem Prolog, elf Bildern und einem Epilog von Joseph Goebbels. Dem anderen Deutschland geschrieben (fragmento, iniciado en 1923, último cambio en 1927)
- Michael Voormann: Ein Menschenschicksal in Tagebuchblättern (novela, 1924)

Recopilació dels seus diaris
- Die Tagebücher von Joseph Goebbels (en alemany).  Múnich: K. G. Saur. Arxivat 2020-09-29 a Wayback Machine.
  - Fröhlich, Elke. Teil I: Aufzeichnungen 1923–1941 (en alemany). 14 vol., 1997-2005. ISBN 3-598-23730-8.
  - Fröhlich, Elke. Teil II: Diktate 1941–1945 (en alemany). 15 vol., 1993-1996. ISBN 3-598-21920-2.
  - Fröhlich, Elke. Teil III: Register 1923–1945 (en alemany). 3 vol., 2007-2008. ISBN 3-598-21925-3.